# Partido Comunista Português
O Partido Comunista Português (PCP) é um partido político marxista-leninista, organizado de acordo com os princípios do centralismo democrático. É um dos partidos comunistas mais fortes da Europa Ocidental e o mais antigo partido político português com existência ininterrupta. O espectro político do PCP é definido como sendo de esquerda a extrema-esquerda. Desde 1987, concorre a quaisquer eleições nacionais, autárquicas e europeias em coligação com o Partido Ecologista "Os Verdes" (PEV), reunidos na Coligação Democrática Unitária (CDU).
O PCP tem deputados na Assembleia da República e no Parlamento Europeu, onde integra o grupo Esquerda Unitária Europeia/Esquerda Nórdica Verde. Depois da morte do secretário-geral do PCP, Bento Gonçalves, no campo de concentração do Tarrafal, o Partido passou por um período, de 1942 até 1961, sem secretário-geral. Em 1961, é eleito o líder histórico Álvaro Cunhal. Em 1992, é sucedido por Carlos Carvalhas, e em 2004 é Jerónimo de Sousa o escolhido pelo Comité Central para Secretário-Geral do PCP, até 2022, quando é eleito Paulo Raimundo para o cargo.
O Partido foi fundado em 1921, e em 1922 estabeleceu contactos com a Internacional Comunista (Comintern), tornando-se em 1923 a secção Portuguesa do Comintern. Ilegalizado no fim dos anos 1920, o PCP teve um papel fundamental na oposição ao regime ditatorial conduzido por António de Oliveira Salazar e Marcello Caetano. Durante as cinco décadas de ditadura, o PCP participou ativamente na oposição ao regime e era o Partido mais organizado e mais forte da oposição. Foi suprimido constantemente pela polícia política, a PIDE, que obrigou os seus membros a viver clandestinamente, sob a ameaça de serem presos, torturados ou assassinados. A capacidade de adaptar a sua organização à conjuntura política interna e externa, e a capacidade de recuperação de uma organização política sujeita à frequente repressão e violência política, foram importantes fatores que garantiram a sua continuidade. Após a revolução dos cravos, em 1974, os seus 36 membros do Comité Central de então já tinham, em conjunto, cumprido 308 anos de prisão.
Após o fim da ditadura, o Partido tornou-se numa principal força política do novo regime democrático, mantendo o seu "papel de vanguarda ao serviço dos interesses de classe dos trabalhadores, do processo de transformação social, para a superação revolucionária do capitalismo" a assumir o Marxismo-Leninismo como a sua base teórica, a conceção materialista e dialética do mundo como "instrumento de análise e guia para a ação, imprescindível para a interpretação do mundo e para a sua transformação revolucionária", a rutura com a política de direita, a concretização de uma alternativa patriótica e de esquerda e a realização do seu programa de uma "Democracia Avançada com os valores [da revolução] de Abril no futuro de Portugal, o socialismo e o comunismo". O Partido foi popular em vastos sectores da sociedade Portuguesa, particularmente nas áreas rurais do Alentejo e Ribatejo e áreas industrializadas como Lisboa e Setúbal, onde, em tempos, liderou vários municípios.
Em fevereiro de 2022, foi o único partido com assento parlamentar em Portugal que não condenou explicitamente a invasão militar da Ucrânia por parte da Federação Russa.
O PCP publica o jornal semanário Avante!, fundado em 1931, e a revista bimensal O Militante. A sua ala jovem é a Juventude Comunista Portuguesa, membro da Federação Mundial da Juventude Democrática.

## Origens e formação do Partido (1919–1926)

### Federação Maximalista Portuguesa
Em setembro de 1919, é fundada, pelos sindicalistas revolucionários dos setores mais radicais do movimento operário, a Federação Maximalista Portuguesa. Dois anos antes, havia acontecido a revolução de outubro, que levou à criação da República Socialista Federativa Soviética da Rússia. O agravamento das condições de vida potenciou a ampliação e a radicalização do movimento social, e no mesmo ano, é constituída a Confederação Geral do Trabalho. Nesta Federação, inspirados pela revolução bolchevique, encontrava-se aqueles que não se conformavam com os impasses e as limitações da ação sindicalista tradicional. Procuravam seguir o exemplo da revolução bolchevique, proclamando a via insurrecional e trabalhando para que se ela repetisse. A designação "maximalista" foi escolhida porque: "Depois de um largo debate chegou-se à conclusão que bolchevismo queria dizer: revolução levada ao máximo".
A consistência ideológica dos seus dirigentes era pouca, herdando o que tinham das suas origens sindicalistas, ainda longe de a libertarem para poderem abraçar a doutrina e as conceções dominantes no Partido de Lenin. Apesar disto, abriu outro polo no movimento operário português, afirmando que a organização sindical, por si só, era insuficiente numa nova ordem social. No entanto, a organização não conseguiu sobreviver ao impacto da prisão do seu principal animador, Manuel Ribeiro, em finais do ano 1920. Os artigos que publicava no jornal maximalista "Bandeira Vermelha", sobre o comportamento governamental na greve dos ferroviários onde acabou detido, ou o "pavor frio que o governo sentia pela propaganda da revolução triunfante na Rússia", levaram à proibição da Federação Maximalista.

### Partido Comunista Português

#### Fundação do Partido Comunista Português
No entanto, passados três meses viria a fundar-se o Partido Comunista Português, dando seguimento ao conjunto de pessoas que no processo de desarticulação da Federação Maximalista aviltravam a necessidade de um congresso comunista. A data de fundação do PCP, 6 de março de 1921, é data da última de várias reuniões. Pouco depois da fundação do Partido, criou-se também a Juventude Comunista (JC), que estabeleceu imediatamente contactos com a Internacional Comunista Juvenil.

A terceira das Bases orgânicas provisórias estabelecidas estabelece que:
"O objetivo supremo que o Partido Comunista Português procurará realizar numa ação revolucionária, que as circunstâncias do meio europeu e nacional tornarem oportuna, é a socialização integral dos meios de produção, circulação e consumo, isto é, a transformação radical da sociedade capitalista em sociedade comunista".
O historiador João Madeira considera que no documento permaneciam "um conjunto de referências confusas, pouco claras ou que colidiam com a doutrina em que se ancorava a experiência soviética, que vinham laborando desde a experiência maximalista".

#### Ligação à Internacional Comunista e I Congresso
No ano de 1922, a ligação do PCP à Internacional Comunista (Comintern) é estabelecida, sendo o Secretário da Junta Nacional do PCP, Henrique Caetano de Sousa, designado pelo partido como seu delegado ao IV Congresso da Internacional Comunista em Moscovo, onde este virá a ser o único dirigente da história do PCP a estar na presença de Vladimir Lenine. O militante José Pires Barreira é nomeado delegado do PCP ao III Congresso da Internacional dos Jovens Comunistas.  No entanto, as divergências políticas e rivalidades pessoais no seio do Partido geram uma profunda crise, que levou à vinda de um delegado do Comintern, o suíço Jules Humbert Droz, em meados de agosto de 1923. Conhecia as condições da criação do PCP — fora de qualquer influência direta do Comintern, e que o modelo de Partido nada tinha a ver com o modelo Leninista do centralismo democrático.
Segundo a avaliação de Droz, "[o] Partido ainda não tinha realizado o seu congresso constitutivo e não possuía nem estatuto orgânico nem programa teórico e tático".
Para além disto, também preocupava ao "internacional" o estado de desagregação orgânica encontrada no Partido, polarizado entre dois grupos, o de Henrique Caetano de Sousa e José Pires Barreira e o de Carlos Rates, que se combatiam mutuamente, ao nível do insulto. O Congresso, entretanto adiado para novembro de 1923, tem a participação de Droz, munido de um mandato do Comintern que lhe confere plenos poderes. Constituiu assim a Secção Portuguesa da Internacional Comunista. O Congresso elegeu o novo Comité Central (CC), através de uma votação secreta e nominal. Das 71 listas entradas Carlos Rates sai, com 70 votos, como o dirigente mais votado de um CC de nove elementos, tornando-se assim no 1º Secretário Geral do PCP. Nestas circunstâncias, ficaria por estabelecer se era possível não só clarificar de facto alinha política do Partido como passar à intervenção social e política, unificando um Partido de origens débeis e de pensamento difuso, abrindo caminho à sua bolchevização, como a Internacional Comunista exigia. A Juventude Comunista fica, na prática, dissolvida.
Logo após o Congresso, o PCP torna-se ativíssimo. No início do ano seguinte, Carlos Rates desloca-se a Moscovo para participar no V Congresso da Internacional Comunista (IC) no início de 1924. Por sua ausência, ou não, há uma tentativa de mudança de sentido na orientação partidária, passando a focar a propaganda no perigo de um golpe de direita e a defender uma frente das esquerdas que incluísse a Confederação Geral do Trabalho (CGT) e o Partido Republicano da Esquerda Democrática (ED).

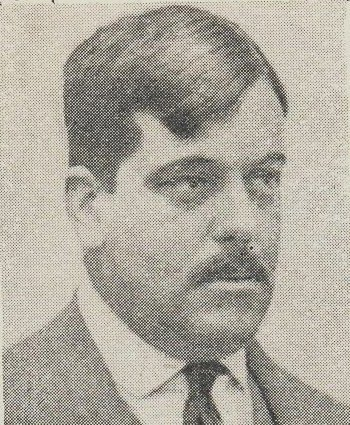
José Carlos Rates, 1º Secretário Geral do PCP

#### Manifestação de 1924
Este perigo da direita e a abrangência da frente das esquerdas fez com que numa grande manifestação, em fevereiro 1924, se gritasse "Abaixo a reação!" e "Fora o predomínio das forças vivas!". Os militantes comunistas, ao mesmo tempo que afirmaram na sua imprensa estar perante o início da revolução proletária, também declaram que foi por sua iniciativa e esforço que os manifestantes que queriam tomar de assalto o parlamento foram desviados para a sede do jornal "A Batalha". Ao mesmo tempo que o PCP mantinha a versão da revolução iminente, também passava por muitas fragilidades políticas, indefinições táticas, e profundas contradições, que acabavam por dividir o Partido internamente. Foi particularmente significativo a representação do PCP no V Congresso da IC ter sido assegurada por Jules Humbert Droz, e não o principal dirigente do Partido, Carlos Rates. O "internacional" não deixava de reconhecer que: "Não tinha ilusões sobre a maturidade comunista da direção do Partido".

#### Eleições legislativas de 1925
Para as eleições legislativas de 1925, o PCP propõe formar uma aliança, mas é recusada pelo Partido Socialista Português, formando-se apenas o bloco ED/PCP, onde nenhum dos oito candidatos do PCP, que participaram nas respetivas listas, foram eleitos. No interior do Partido, fizeram-se soar vozes críticas. Em "O Trabalhador Rural", por exemplo, considera-se que o Partido foi escamoteado pelos seus aliados, e que a tática seguida acabou por se manifestar negativa. Tratava-se da falência da direção de Carlos Rates.
Relacionado ou não com este fracasso e as desilusões consequentes, Rates aceita uma proposta vantajosa da União dos Interesses Económicos, poderosa central patronal, para ser redator do seu jornal, "O Século". Aos olhos do Partido e do Comintern, isto tratou-se de uma atitude inaceitável com o cargo que ocupava, e a sua renúncia foi exigida. No entanto, recusou, sendo expulso do Partido no II Congresso, num quadro de desmoralização e debilitação.

#### Instauração da ditadura militar
Este Congresso iniciou-se em Lisboa a 29 de maio de 1926, um dia após o golpe que, desencadeado a partir de Braga, instaurou a ditadura militar. Apesar disto, e ainda que condicionados por este acontecimento, os trabalhos do congresso prolongam-se até dia 30. Uma moção é aprovada, identificando-o como um movimento fascista, e mandatando de imediato os delegados presentes contactarem a CGT e a Esquerda Democrática, com o objetivo de propor a organização da resposta ao golpe. No entanto, as respostas são marcadas pela hesitação e indiferença, em especial da CGT, opondo-se a qualquer aliança com partidos políticos. A Esquerda Democrática optou por apoiar o golpe. O PCP, suficientemente fraco para elaborar qualquer reação autónoma, encerrou o congresso a 30 de maio.

## Ilegalização do Partido e clandestinidade (1926–1974)

### Repressão e resistência

#### Início da repressão
A repressão abate sobre o Partido em Lisboa, com o assalto à sua sede, sindicatos que influenciava, e a prisão de alguns dirigentes, causando assim a sua desarticulação na capital do país. Apesar de nalguns locais a atividade do Partido se manter, como no Porto, a repressão que se abate sobre a revolução de fevereiro de 1927 é considerada demolidora. O assalto e o encerramento da sede regional levou a direção partidária no norte a dissolver-se. A atividade partidária contrai, mas ainda assim mantiveram-se abertos os canais com a Internacional Comunista (IC), tendo-se deslocado duas delegações portuguesas a Moscovo, uma a propósito das comemorações do 10º aniversário da revolução de fevereiro, em 1927, e outra a propósito de um congresso da Internacional Sindical Vermelha, em 1928. Nestas delegações têm peso importante os arsenalistas do exército e da marinha, apesar de vários destes elementos não pertencerem ainda ao Partido, como Bento Gonçalves.

#### "Reorganização" de 1929

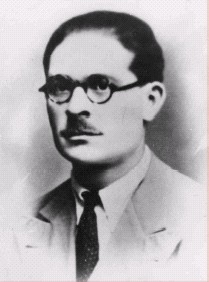
Bento António Gonçalves

No verão de 1928, quando se realiza o VI Congresso da IC, o PCP está reduzido a 50 elementos em Lisboa e 20 no Porto. A 21 de abril de 1929, 15 militantes reúnem-se em Conferência para proceder à reorganização do Partido. Bento Gonçalves reconhecerá que: "[n]ós éramos poucos e novos".
A nova Comissão Central Executiva Provisória não inclui nenhum dos seus antigos elementos. É composta, entre outros, por Bento Gonçalves, que se tornará secretário-geral na primeira reunião do novo órgão dirigente. A Conferência de abril de 1929 marcou um corte com a situação anterior do PCP ao nível orgânico, apesar de que, do ponto de vista político e ideológico, serão inexpressivas, significativamente, as alterações ideológicas nos tempos mais próximos. Nesta fase, "O Proletário" é o órgão de imprensa principal. É também nesta fase que o historiador João Madeira considera que se Bento se revela "um dirigente dotado de sentido estratégico de ação e apostado na formulação e consolidação doutrinária do coletivo partidário" e que "constitui a mais importante produção teórica, de caráter marxista que o PCP produzia". Em 1930, lançam-se as bases para o relançamento da Federação das Juventudes Comunistas Portuguesas. Bento Gonçalves caracteriza o novo regime que se vinha instalando em Portugal a partir da Ditadura Militar como fascista. Bento, apesar de não ser ainda funcionário do Partido, foi preso enquanto trabalhava no Arsenal da Marinha, em setembro de 1930, sendo deportado sem julgamento para Cabo Verde, onde ficou preso três anos.
Em meados de 1931, já não restava ninguém em liberdade do Comité Central Executivo eleito na Conferência de abril, com a exceção de José de Sousa, tendo este uma intensa atividade como responsável sindical do PCP, sendo este também cabeça da delegação ao XII Pleno do Comintern. O Secretariado passou a ser composto por outros membros.

No último trimestre de 1934, Álvaro Cunhal é recrutado para o PCP por via da Federação das Juventudes Comunistas Portuguesas. Verificam-se processos rápidos de mobilidade vertical, dado o contexto da adesão de novos militantes num quadro de grande repressão, sendo militantes, por vezes muito recentes, chamados para organismos intermédios e até mesmo superiores. No VII Congresso da Internacional Comunista, em 1935, o Secretariado do PCP publica uma resolução que prende consagrar, mais uma vez, a mudança de orientação política do PCP, contrapondo a unidade antifascista e a construção da "Frente Popular" à política de "classe contra classe" do Comintern, que se revelou difícil de realizar. O documento também constata a inexistência de um Partido Socialista, critica anarco-sindicalistas e republicanos reviralhistas, persistindo, no entanto, na ideia de que nesses setores estava em curso uma deslocação que poderia levar a uma provável aproximação à frente antifascista. O VII Congresso da IC e o VI da ICJ tiveram um impacto profundo nas respetivas delegações. Bento Gonçalves envia a seguinte nota para os dirigentes no interior sobre as transformações que teriam de acontecer no PCP:
"O VII Congresso pôs em destaque a nossa falta de trabalho nas organizações de massas fascistas e outras, a nossa linha política excessivamente sectária, as nossas palavras de ordem e as nossas campanhas muito radicais, o nosso atraso quanto à frente única e à frente popular contra a ditadura fascista."

#### Prisão do Secretariado
Surpreendidos pela polícia política, em novembro de 1935, no que foi descrito pelo historiador João Madeira como um "imprudente e incrível encontro de rua", é, num único golpe, todo o Secretariado preso. Devido a este acontecimento no regresso da delegação do PCP, é atrasado até março de 1936 o regresso dos restantes elementos. Depois de ter sido exposto por Bento Gonçalves e Francisco Oliveira o comportamento de um membro da delegação que permanecera em Moscovo até janeiro de 1936, face à polícia, por ter denunciado uma das tipografias do Partido e uma casa clandestina da FJCP quando esteve preso anos antes, este é expulso pela própria Comissão de Quadros da Internacional, deixando aí um "lastro de desconfiança em relação ao PCP". Foram inviabilizados por muitos anos os esforços iniciados em 1929, e até ao final da década nunca o Partido se conseguiria recompor de tão profundo golpe, quer do ponto de vista político e ideológico como orgânico. É recomposta a direção com militantes de segunda linha que constituem um Secretariado de recurso até à Primavera de 1936. Em abril de 1936, uma reunião alargada de quadros elege um novo Comité Central, passando Álvaro Cunhal a integrá-lo pela primeira vez. No entanto, esta turbulência é olhada pela Internacional Comunista com suspeição.

#### O PCP na Guerra Civil Espanhola

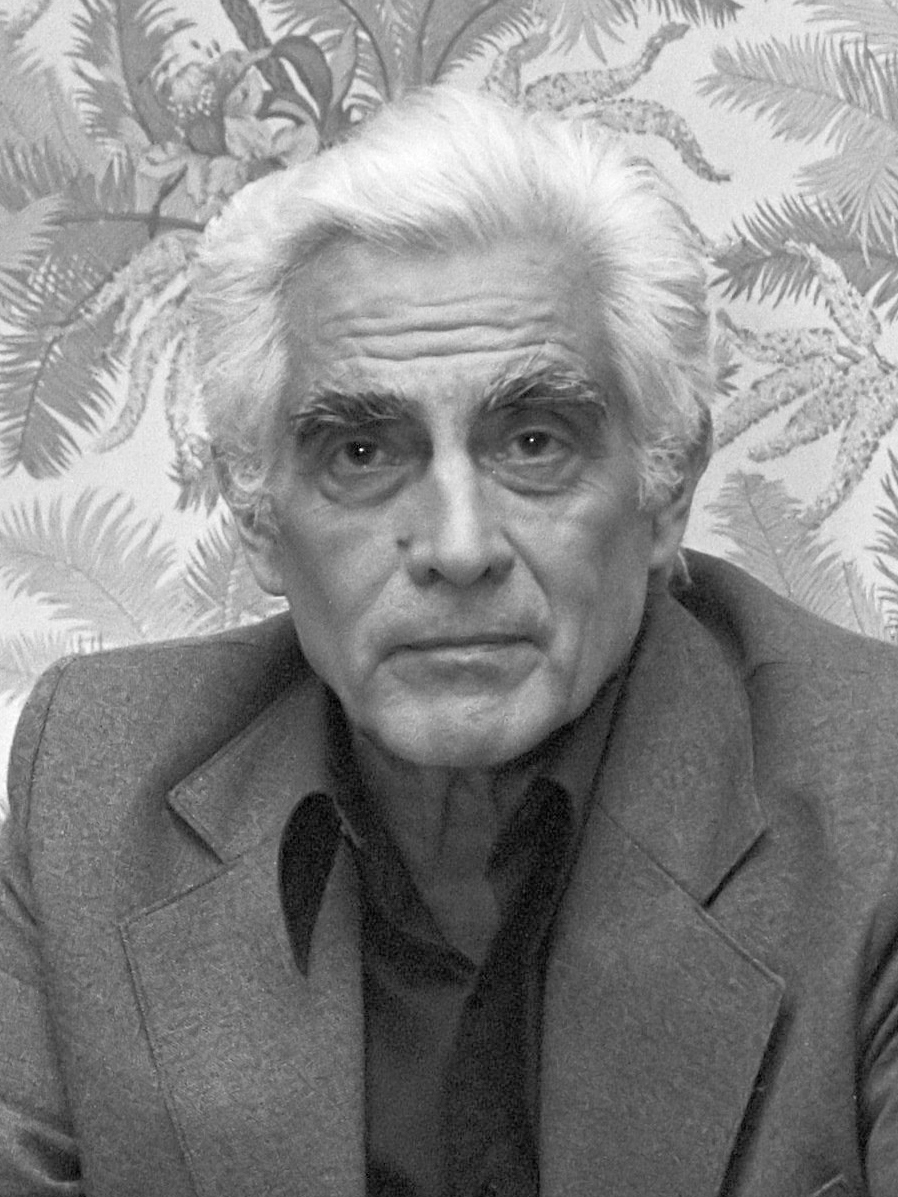
Álvaro Cunhal

A presença do PCP em Espanha durante a República e a Guerra Civil devia-se em sua grande parte à presença de uma delegação de alto nível do Comintern, que assegurava a ligação com o CC do Partido Comunista de Espanha, quadros destacados como Victorio Codovilla e Palmiro Togliatti, aspirando a representação portuguesa a uma ligação direta à Internacional, sem intermediação do PCE. Foram enviados para Espanha militantes para combater na frente de batalha pela República nas Brigadas Internacionais, apesar de esse não ser um objetivo central do Partido. Não obstante, estima-se que haviam entre 500 a 1 200 combatentes portugueses nas fileiras republicanas. Cunhal e Francisco Oliveira chegam a Portugal em janeiro de 1937, e Francisco Miguel no mês seguinte, todos diretamente da União Soviética.

#### Suspensão da Internacional Comunista
A recusa da CGT e as ressalvas dos republicanos causaram dificuldades em dar corpo à Frente Popular. As dificuldades para resolver as guerras internas eram grandes, e a constante pressão policial levava a razias consecutivas. Cunhal é preso em julho de 1937, Alberto Araújo em Novembro, Francisco de Paula Oliveira e Francisco Miguel em janeiro de 1938. A situação organizativa e a influência social eram fracas, e a Frente Popular estava inativa e desarticulada. A situação, escrutinada rispidamente por Moscovo, levou à suspeição de que o Partido poderia estar corrompido por polícias e agentes provocadores, já que o ritmo a que se davam as prisões de quadros partidários era muito alta, e que os esforços para os substituir do exterior mostravam-se ineficazes. Francisco de Oliveira (Pável) evade-se da prisão do Aljube e sai do país rumo a Paris e Moscovo. No Comintern, aumentam-se as suspeitas — desconfiando das razões do êxito da fuga de Pável das prisões salazaristas, e sendo que, todos os ex-alunos da Escola Leninista que tinham regressado em 38, estavam todos presos, conseguindo apenas um escapar à prisão. A Secção de Quadros da Internacional suspende o Partido e coloca-o sobre vigilância, cortando assim relações (mas não expulsando), sobre o pretexto de que mantêm-se: "no PC de Portugal um ambiente, constatado pelo CEIC em 1936, de provocação corrosiva e de fraccionismo do Partido".

#### Início da Segunda Guerra Mundial
A sentença de Álvaro Cunhal acaba em julho de 1938, quando os problemas internos na direção do PCP já estão avançados. Continua os estudos, e não volta de imediato à clandestinidade, mas também não se priva da atividade política. Em 1939 dá-se inicio à Segunda Guerra Mundial, e é-lhe dado a tarefa de clarificar a posição do Partido. A estratégia da Frente Popular encerra, evidenciado por uma publicação no jornal partidário:
"A guerra tornando mais profundas as contradições do capitalismo, desmascarando claramente os "leaders" da II Internacional como traidores do proletariado ao serviço da burguesia, demonstrando serem os comunistas os únicos verdadeiros defensores da classe trabalhadora, veio tornar possível que nalguns países se pudesse encarar a conquista do poder pelo proletariado como uma tarefa a colocar na ordem do dia".
No entanto, são presos Cunhal e Carolina Loff, membra importante do núcleo dirigente, deixando o PCP enfraquecido em vários aspetos.

### A "Reorganização"

#### Conceito de "Reorganização"

Representação das tipografias clandestinas, por José Dias Coelho.

O conceito de "Reorganização" no PCP, assim como noutros Partidos comunistas, foi baseada numa ideia elaborada pelo Comintern caso os Partidos estivessem a passar por situações problemáticas em termos de direção, confiança, controlo político e/ou que não estivesse à altura de levar a cabo "no seu país a orientação conjunturalmente estabelecida pelo centro comunista". Não obstante, a suspensão significava um "isolamento praticamente total face ao aparelho comunista internacional".

#### Organização Comunista Prisional do Tarrafal e a Amnistia dos Centenários
A Organização Comunista Prisional do Tarrafal (OCPT), onde se encontravam vários comunistas importantes — principalmente todo o Secretariado preso em 1935, em meados de 1940, ao saber da "Amnistia dos Centenários", discute: "a forma como deveríamos actuar em Portugal para reorganizar o Partido e para encontrarmos formas de contactar regularmente com a organização do Campo".

Esta amnistia dos Centenários, "por coincidir com o monumental momento de propaganda do regime", isto é, a Independência de Portugal em 1140 e a Restauração da Independência em 1640, libertou do campo de concentração do Tarrafal quase quatro dezenas de militantes, tendo destes um papel importante na reorganização, por exemplo, Militão Ribeiro, Pedro Soares, Sérgio Vilarigues ou Américo Gonçalves de Sousa. Alfredo Dinis (pseudónimo Alex), militante desde 1936, foi preso em 1938 por ter ligações ao Socorro Vermelho Internacional, sendo libertado em 1939. Outros militantes foram também libertados em 1940, como Júlio Fogaça, que pertenceu ao Secretariado preso em 1935 e era o quadro mais qualificado na hierarquia partidária, José Gregório, importante dirigente comunista e responsável pelo Socorro Vermelho Internacional em Portugal, e Manuel Guedes, preso em Espanha em 1936. A primeira reunião alargada dos "reorganizadores" realizou-se em dezembro de 1940, na Cova da Piedade. Álvaro Cunhal, que provavelmente readeriu ao Partido ainda em 1941, disse, em 1992, referindo-se a este período, que:
"O governo declarava que o PCP estava definitivamente liquidado e tanta confiança mostrava em que com a derrota da URSS na guerra o comunismo seria uma causa definitivamente perdida que libertou em 1940 do Tarrafal e de outras prisões vários membros responsáveis do Partido. Em tais circunstâncias, empreendendo a reorganização, creio poder dizer-se que o PCP mostrava como os comunistas compreendem os seus deveres para com o povo e para com o país..."
A primeira etapa da "reorganização" acaba com a constituição do Bureau Político e do seu Secretariado, coincidindo ao relançamento da imprensa partidária clandestina — O Militante, a partir de julho de 1941, e o Avante! a partir de agosto. O restabelecimento de contactos com a Internacional Comunista é tentado através do Partido Comunista dos Estados Unidos, intermediado pelo escritor José Rodrigues Miguéis, lá exilado. A organização de Vila Franca, como a do Ribatejo, foram umas das zonas em que o PCP "reorganizado" se instituiu. Segundo o responsável pela região do Ribatejo, António Dias Lourenço, "[...] tínhamos uma vida activa, organizada em termos regionais." Pedro dos Santos Soares era o delegado dos "reorganizadores" em Braga.
Em conjuntura de guerra, são abordados pelos serviços secretos ingleses para denunciar listas de nomes pró-nazis.

#### Problemas de financiamento
A conjuntura e os meios financeiros escassos dificultaram a situação. Assim, recorreu-se a formas "pouco esclarecidas" da obtenção de fundos, especialmente através do envolvimento em negócios de volfrâmio. Militão Ribeiro, quando preso em 1942, declara que negociou volfrâmio durante um ano, depois de regressar do Tarrafal, porque queria comprar um carro, evadindo assim confirmar o seu papel como dirigente da "reorganização". José Pedro Soares, que regressou do Tarrafal em julho de 1940, também esteve envolvido no negócio do volfrâmio. Um operário de Sacavém propõs fabricar notas falsas, mas esta proposta foi recusada pela direção por, "em caso de ser detetada, poder ser desprestigiante, porque as massas não compreenderiam".

#### Prisões de 1942
Em 1942, Pedro Soares, Pires Jorge, Júlio Fogaça e outros quadros importantes são presos, devido à falta de meios financeiros, que levaram à falta de necessárias condições de segurança nas instalações que utilizavam. Com a prisão de Militão Ribeiro, apenas um dos três elementos do Secretariado do Bureau Político permanece na clandestinidade. Assim, ocorreram mudanças importantes dentro do direção do Partido, levando à ascensão de Álvaro Cunhal ao Secretariado, organismo que "adquirirá rapidamente indiscutível autoridade política", junto com José Gregório. O crescimento da influência do Partido, apesar de limitado, e a entrada de novos militantes, levaram ao aumento significativo das receitas. Pedro Soares ao regressar do Tarrafal retoma os estudos e participa na "importante movimentação estudantil contra o aumento das propinas". Cândida Ventura, já militante do PCP, diz ter participado "na direcção das grandes manifestações dos estudantes universitários contra o aumento das propinas que originou greves e comícios em cada Faculdade e desfiles pelas ruas de Lisboa" Armando Bacelar, finalista de Direito, diz que nessa altura a manifestação era "o único elemento de ligação na organização do PCP entre o sector estudantil e o sector operário". O objetivo do Partido nessa altura era alargar as fileiras partidárias. José Augusto da Silva Martins, que teve um "papel fundamental no meio académico", sai de Coimbra para tratar da "reorganização" no Porto. Devido à conjuntura de guerra, há uma deterioração das condições de vida das camadas populares, levando a um "redespertar da agitação social", que se traduz num ciclo de greves entre 1942 e 1944 e nos movimentos rurais de 1943–1945. O Partido, cuja influência está ausente nestas movimentações espontâneas, pronuncia-se no paradigma da agitação e propaganda através de panfletos e do Avante!.

#### Greves de 1942
Numa conjuntura que originou o sistema de racionamento, houve a deterioração dos salários já por si muito baixos, assim como outras medidas claramente impopulares, como a remuneração de horas extraordinárias apenas a 50%. Após ser alertado, Salazar recusa qualquer papel de atividade sindical dos sindicatos corporativos. Mas as greves irrompem em Lisboa, iniciando-se espontaneamente na Carris, e posteriormente nos Telefones, continuando a aderir trabalhadores de muitas outras fábricas e industriais, sendo estas fundamentais. Segundo o Instituto Nacional do Trabalho e Previdência do Estado Novo, houve 14 mil trabalhadores grevistas. Apesar de muitos militantes comunistas terem participado, no informe que José Gregório (Pseudónimo Alberto) apresenta ao III Congresso, reconhece que:
"(...) a direção do nosso Partido, apesar de anteriormente ter conduzido os trabalhadores na sua luta diária até ao ponto de eclosão do movimento, não se deu conta a tempo do amadurecimento das condições que facilitaram o desencadeamento da greve e não desempenhou nela o seu verdadeiro papel dirigente".
No entanto, o movimento cresce exponencialmente, causando uma onda de entusiasmo dentro do Partido. O Secretário do Bureau Político, Militão Ribeiro, pouco antes de ser preso, coloca a palavra de ordem "greve geral" num manifesto que redige nos fins do ano 1942. A incapacidade do governo em conter o agravamento das condições de vida do povo levou o PCP a discutir como organizar novas greves, o seu tamanho e caráter.

#### Greves de 1943
As greves de julho de 1943, ao contrário das anteriores, vão ser organizadas e dirigidas pelo Partido, não lhes conferindo, contudo, o caráter de greve geral, devido à análise das condições partidárias e das massas pela Direção do Partido. Ao considerar reunidas as condições para avançar nas áreas industrializadas, Lisboa, Almada, Barreiro e Ribatejo, o Secretariado proclama que:
"Para se oporem à força brutal com que o fascismo obriga os trabalhadores à fome e à miséria, só resta aos trabalhadores responder com a força das massas. Há que recorrer a formas superiores de luta. Há que suspender o trabalho! Há que ir para agreve! Há que fazer marchas de fome! Há que assaltar todos os locais onde os géneros estejam açambarcados! Há que ir buscar os géneros onde os houver!"
A 26 de julho iniciam-se as primeiras greves, nos corticeiros de Almada. Quando a GNR intervém, já são 3 500 em greve. No dia seguinte, juntam-se à greve operários de vários setores, estando agora em greve bem mais de dez mil. Para agitar os setores, o Partido Comunista publica um segundo manifesto neste dia, procurando também ampliá-los:
"Um recuo ou desistência, colocariam as massas trabalhadoras à mercê do patronato, representaria para o futuro uma exploração redobrada e o desencadeamento de um terror permanente sobre as massas trabalhadoras. A Unidade e a Luta são as condições da vitória. É necessário continuar a alastrar o movimento".
Dois dias depois, o PCP já fala em 50 mil operários grevistas. No Barreiro, declarou-se estado de sítio e em Lisboa os quartéis entraram em prevenção. No manifesto do Secretariado do CC deste dia, é reclamado um aumento geral de salários e a expansão da greve a todo o território nacional. No entanto, nos últimos dias do mês, a repressão toma larga escala, havendo uma grande quantidade de prisões, despedimentos compulsivos, e mobilização militar. A 4 de agosto, dado as proporções da repressão, o Partido aconselha a retomada ao trabalho, no que José Gregório designa de "retirada organizada". Segundo um relatório da PIDE-DGS, o PCP surgiu perante os trabalhadores como força política dirigente, dando assim lugar à consolidação da "reorganização".

#### Criação do Movimento de Unidade Nacional Antifascista
Pouco antes das greves, ainda em 1943, o Partido Comunista propõs a criação da plataforma MUNAF, Movimento de Unidade Nacional Antifascista, às restantes forças políticas de oposição, dado a conjuntura da segunda guerra mundial, que favorecia os Aliados. Esta ideia de Frente Nacional Antifascista também era defendida pela Internacional Comunista. No O Militante, é reconhecida a necessidade de organizar a resistência contra o apoio de Salazar às potências do Eixo:
"Abaixo os mal-intencionados que apregoam a neutralidade a todo o custo para, mais facilmente auxiliarem as potências fascistas! Esclareçamos os bem intencionados de que a neutralidade salazarista não passa duma mistificação para favorecer o "Eixo"! Continuemos o Exército da Vitória pela união de todos os povos esmagados pelo fascismo! Unifiquemos a nossa resistência ao auxílio prestado por Salazar aos fascistas do "Eixo", e às suas manobras de guerra! Viva a união de todos os antifascistas!".
O objetivo da MUNAF era, fundamentalmente, derrubar Salazar, substituí-lo por um governo de Unidade Nacional que tomasse medidas contra o "Eixo", liquidar as suas instituições como a Legião Portuguesa e a União Nacional, liquidar as instituições corporativas, extinguir o Tarrafal e libertar os presos políticos. Também tinha o objetivo de implantar uma política de salários de acordo com o custo de vida, uma reforma agrária democrática, e a convocação de eleições para uma Assembleia Constituinte. Em dezembro de 1943, é formalmente constituída. Fernando Piteira Santos foi o membro do PCP que fez parte da composição do seu Comité Central.

#### Relações nacionais e internacionais
O Partido tinha conhecimento e estudava as suas posições do Movimento Comunista Internacional e soviéticas, apesar da situação internacional de guerra e do corte de canais, através da Rádio Moscovo, que segundo Cunhal "esclarece frequentemente acontecimentos da vida internacional que, de outra forma, tardariam muito tempo a ser esclarecidos". Os únicos contactos formais com o movimento internacional eram apenas no sentido de cobertura e apoio logístico a dirigentes do Partido Comunista de Espanha exilados na América Latina para Espanha. Santiago Carrillo, que organizava estas passagens, elogiou o PCP "Precisávamos muito da ajuda dos Portugueses. Mais tarde, eu mesmo fui a Portugal. Os camaradas portugueses comportaram-se sempre com extraordinária lealdade e grande sentido de solidariedade". Este apoio do PCP, especialmente a nível das casas clandestinas e meios de transporte, possibilitou a reconstituição do PCE. Apesar disto, dá-se a dissolução da Internacional Comunista em 1943 sem que as relações com o PCP fossem restabelecidas. No mesmo ano, o III Congresso, ou I Congresso Ilegal do Partido, termina o essencial do processo de "reorganização". A nova numeração constituía uma importância simbólica para o Partido, já que se tratava de um partido novo, "reorganizado", cotando com o período anterior à "reorganização" de Bento Gonçalves. Este congresso, que definiu a linha tática e estratégica, política e ideológica do PCP, deu-se no quadro da "experiência quente" das greves operárias, no que saiu do VII Congresso da Internacional Comunista, e a adoção de orientações difundidas pela URSS. As greves "representaram a reabertura de um ciclo ofensivo do movimento operário", na qual o PCP teve um importante papel dirigente. Foram também elas que ajudaram a moldar a "frente única da classe operária" às condições concretas da realidade portuguesa, que se diferenciava fundamentalmente de outros países por não ter outros partidos de resistência expressivos. Os esforços para a criação da MUNAF intensificaram-se na primavera de 1943, com a derrota alemã em Estalinegrado, assim como outros partidos comunistas da Europa ocidental com as suas respetivas novas frentes antifascistas. O PCP era hegemónico na frente devido à debilidade a nível orgânico dos outros partidos. A frente baseou-se na ideia de que Salazar representava a traição à pátria, e que o MUNAF deveria representar os sentimentos patrióticos e de liberdade que radicavam nas forças da nação. O Partido defendia o derrubamento insurrecional do fascismo, criado através da luta de massas. Cunhal esclareceu, também no seu informe, que este movimento de massas provocaria a adesão de setores das Forças Armadas e aparelhos policiais.

### O PCP e a Segunda Guerra Mundial

#### Início de atividade do Movimento de Unidade Nacional Antifascista
Após a conjuntura favorável aos movimentos antifascistas, nacional e internacionalmente, o crescimento do partido e o arranque do Movimento de Unidade Nacional Antifascista, levava à ideia de que a ditadura tivesse os seus dias contados. Segundo o Avante!, em dezembro de 1943, estava em marcha desde outono uma nova ofensiva operária. O decorrer da guerra, escutada atentamente através das emissões da Rádio Moscovo, desvendava a derrota da Alemanha Nazi e do Nazifascismo. Isto levantou a questão de saber se a ditadura de Salazar sobreviveria ou não. A posição do PCP nesta matéria é de que o derrube do fascismo na Europa levaria à iniciativa de ações populares que acabariam por derrubar a ditadura, e de que não viria uma libertação do estrangeiro. A dezembro de 1943, em Sintra, é institucionalizada a constituição do MUNAF. Foi responsabilidade do PCP divulgar o comunicado que tinha como primeiro objetivo:
"Preparar e levar a cabo a supressão do atual governo e, em sua substituição, instaurar um Governo Nacional Democrático em que estejam representadas todas as correntes de oposição antifascista e que dê ao Povo Português a possibilidade de escolher em eleições verdadeiramente livres os seus governantes"
Em 1944, o PCP tinha como objetivo candente o derrube de Salazar, algo que parecia estar próximo. Isto levou a insistir em dois tipos fundamentais da sua ação política — a amplificação do MUNAF e o desencadeamento de outro movimento grevista de amplitude igual ou superior às de julho-agosto de 1943. Em março-abril de 1944, o pão passa a ser racionado. Alfredo Dinis, dirigente comunista que controla a importante região de Lisboa, apercebe-se nitidamente do "grande e vivo descontentamento nos meios operários e populares", informando imediatamente o Secretariado do Comité Central. Outros setores partidários operários estavam prontos para avançar, aguardando apenas a instrução do Partido. A data da greve é fixada tardiamente, a 8 e 9 de maio pelo Secretariado, com um esquema semelhante ao anterior. No entanto, a adesão ficou aquém do esperado pelo Partido, não ultrapassando metade dos que no verão anterior se tinham envolvido, levando à necessidade de uma avaliação mais aprofundada do movimento grevista, que se realizará numa reunião plenária do Comité Central dia 30 desse mês. Na discussão, baseada pelo informe apresentado por Alfredo Dinis, é concluído que se tratou duma grande "vitória com malogro" nalguns aspetos, apontando como causa fundamental da prestação do movimento a organização.
Em julho de 1944, é aprovado o programa de emergência do MUNAF, coincidindo com o início da derrota do Nazifascismo, com a batalha da Normandia e o ofensiva soviética no Leste europeu. A ideia de que Salazar seria varrido com a derrota dos Nazis era intensa. Foi formado o Comité Militar do PCP, da responsabilidade de Fernando Piteira Santos, e para onde foram destacados José Magro e Francisco Ramos da Costa. Assim, procurou-se aumentar a influência do MUNAF e do Partido nas Forças Armadas, e enfraquecer a sua capacidade repressiva através de militares que, caso houvesse um levantamento nacional, passariam para o lado do povo. O órgão do MUNAF no exército e na marinha publicava o jornal "A Voz do Soldado".

#### Grupos Antifascistas de Combate
De acordo com as diretrizes que desde 1941 o Comintern traçou, do recurso à violência em países ocupados ou alinhados com o Eixo, são criados nos finais de 1944 pelo PCP os Grupos Antifascistas de Combate (GAC). Segundo o historiador João Madeira, estes grupos seriam constituídos por três a cinco elementos formados por gente combativa, alguns deles sem Partido, mas sob a iniciativa direta das diversas células e comités do Partido. Por volta de maio de 1945, o Avante! anuncia a derrota da Alemanha Nazi. As manifestações da vitória sobre o Nazifascismo foram enormes, ganhando particular expressão em Lisboa onde os operários foram encaminhados até à embaixada da União Soviética, havendo várias louvações. Devido à nova conjuntura, o Comité Central marca uma reunião de emergência para examinar a política do III Congresso, reajustando táticas, mas reafirmando que o regime salazarista só seria derrubado através "do levantamento das massas populares, ligado ao levantamento da parte patriótica das forças armadas". Posteriormente e noutra conjuntura, em 1946, Álvaro Cunhal irá criticar o "esquerdismo" dos GAC no IV Congresso.

#### Campo de Concentração do Tarrafal

Foto do cemitério do Campo de Concentração do Tarrafal

No campo de concentração do Tarrafal encontravam-se vários dirigentes e quadros comunistas importantes, sujeitos a vários tipos de tortura, desde o seu estabelecimento em 1936. Devido à grande quantidade de comunistas que chegavam ao campo, foi rapidamente criada Organização Comunista Prisional do Tarrafal (OCTP). Aqui, os presos pretendiam manter o debate político, a formação doutrinária, analisar e sistematizar a sua própria experiência histórica recente, seja a situação política ou partidária. No entanto, deparavam-se com várias dificuldades, nomeadamente a falta de papel e lápis. Às vezes, o isolamento era tão grande que qualquer informação sobre o que se passava no mundo era aproveitada, até pedaços de papel perdidos no chão. Na maioria das vezes, o jornal havia sido usado como papel higiénico, o que ganhou o nome entre os presos de "rádio merda", sendo aproveitado vivamente como fonte de informação.
Depois de 6 anos preso no Tarrafal, em 1942 morre Bento Gonçalves, junto com mais 4 militantes.
Ao ter acesso a jornais nacionais, estes foram minuciosamente lidos pelos membros do Partido detidos, para esboçar a situação económica e de guerra. Um grupo organizou um dossier sobre as grandes empresas e as famílias mais poderosas, baseando-se em notícias e recortes. Devido a divergências entre José de Sousa, que nunca se conseguiu libertar das suas bases sindicalista, e o seu grupo, com a OCPT, são expulsos da organização prisional em 1942, e criam o "Grupo dos Comunistas Afastados".

#### O IV Congresso e o MUD

Reunião do MUD em 1945

Num cenário pós-Conferência de Potsdam, Salazar anuncia aos dirigentes da União Nacional, a 18 de agosto de 1945, dissolver a Assembleia Nacional e convocar novas eleições, abrandando os manejos da conspiração militar que havia em curso. No entanto, ainda não haviam sinais de que o regime salazarista continuaria a ter o total controlo sobre estas. Será na sequência da formação de uma plataforma de entendimento comum das oposições ao Estado Novo que será criado em 8 de outubro de 1945, numa reunião, o Movimento de Unidade Democrática (MUD). Ainda sem a direção do PCP, o novo movimento político gera elevado entusiasmo junto dos setores mais liberais do país e massiva adesão. Face a isto, o MUNAF é ultrapassado. O PCP desconfia dos promotores da reunião, mas devido à grande amplitude que adquiriu não pôde ignorar. O manifesto que sai dessa reunião inclui em pseudónimo os membros em exercício no Bureau Político, como, por exemplo, Álvaro Cunhal (Duarte). Também se criaram quatro condições mínimas para o PCP disputar as eleições: "existência de liberdades, autorização de todos os partidos políticos, adiamento das eleições e novo recenseamento eleitoral".
De acordo com o Bureau, só faria sentido participar nas eleições numa lista de unidade, que incluísse todas as forças antifascistas. A tendência reforçada nas Comissões Centrais no MUD de novembro de 1945 e julho de 1946 é a "discreta, mas eficaz tutela do MUD pelo PCP". A repressão começa paulatinamente nos finais de dezembro de 1945. No entanto, ainda era possível organizar ações de rua, o que levou à organização pormenorizada de uma manifestação ao apelo do Movimento, com 50 mil aderentes. As ações do MUD, como os cortejos consequentes ao depósito de flores na estátua de António José de Almeida, foram violentamente dispersas, mas revelando eficácia organizativa. O PCP retira destas ações a conclusão de que "o povo português entrou abertamente no caminho da luta política", defendendo com mais determinação a legalização e o reforço do MUD. Começam a chegar do Tarrafal a Lisboa membros do OCPT, recebendo uma calorosa receção de milhares de pessoas, preparada através do MUD. O IV Congresso realiza-se em julho de 1946, com mais de 40 participantes, onde Álvaro Cunhal apresenta o informe central — "O Caminho para o derrubamento do fascismo". O modelo detalhado neste informe ficará conhecido como "levantamento nacional". Outro informe sobre o trabalho juvenil, leva ao desmantelamento da Federação das Juventudes Comunistas Portuguesas e a criação de outro movimento, o MUD Juvenil, que se tornará membro da Federação Mundial das Juventudes Democráticas. Apesar da crise gerada pelo fim da segunda guerra mundial, o regime conseguiu contra-atacar os movimentos populares em 1947–1949.
O quarto congresso, realizado em Julho de 1946, apontou para um grande movimento popular como única maneira de derrotar o regime, e indicou as políticas que o PCP iria levar a cabo para liderar esse mesmo movimento. Esta, juntamente com a consolidação do trabalho clandestino, foi a principal conclusão do congresso. Um breve relatório destas conclusões foram publicadas pelo Comité Central do Partido Comunista da União Soviética. Entretanto, Álvaro Cunhal viajou ate à Jugoslávia, com a ajuda de Bento de Jesus Caraça, com o intuito de melhorar as relações com o Bloco Socialista. Em 1948, viajou até à União Soviética para falar com Mikhail Suslov, após as ligações entre o PCP e o Movimento Internacional Comunista terem sido restabelecidas. Quando regressou da União Soviética, Cunhal foi preso pela polícia política de Salazar, a PIDE. Só em 1955 o Partido começa a beneficiar de fundos soviéticos.

#### Ilegalização do MUD

1945. Célebre cartaz do MUD, mostrando uma pessoa de mãos agrilhoadas a clamar "Sem Eleições Livres, Não votes".

O regime instaura um inquérito acerca da elaboração das listas e suspende, a 27 de outubro de 1945, qualquer reunião ou comício do MUD. A questão das listas acabaria mesmo por levar à prisão algumas figuras do MUD, como Mário Cal Brandão e Ruy Luís Gomes. A oposição pela legalidade era cada vez mais difícil e vulnerável, clamando-se em alguns setores pela radicalização. Porém, acabou por se adotar uma estratégia de "paciência" e contenção, ainda que se tenha admitido no seio do MUD alguns elementos do PCP e do MUNAF. A desistência das eleições foi outra das formas de luta aventadas, com os célebres cartazes ostentando uma figura de mãos agrilhoadas clamando "Sem Eleições Livres, Não votes".

### O PCP e a Guerra Fria

#### Início da Guerra Fria e repressão
Nesta altura, decorre um plano de recuperação política e de ordem por parte de Salazar. Durante as negociações, tornou-se claro de que o Ocidente via a ditadura Salazarista como um aliado importante. No verão de 1946, é apresentada a candidatura de Portugal à ONU por Salazar, muito protegido por estadunidenses e britânicos. O MUD protesta, dizendo que "só um Governo democraticamente representativo pode ser o intérprete da vontade de colaboração de um Povo livre numa assembleia de Povos livres". A adesão é vetada pela União Soviética e a Polónia, declarando o PCP que "souberam prestar um serviço à Nação Portuguesa e à paz no mundo". No entanto, a repressão não tardaria a aumentar e abater no MUD.

O programa do MUD teria de ser mínimo, já que o objetivo deste era preparar eleições livres após o afastamento de Salazar. No entanto, na sessão pública onde seriam desenhadas as reivindicações políticas, para além do "restabelecimento das liberdades fundamentais, a amnistia para os presos políticos, a extinção do Tarrafal, a abolição da Censura", que o PCP evidentemente concordara, foi excluído o sufrágio aos analfabetos, que se encontrava globalmente na taxa dos 48%. O PCP achou inconcebível, denunciando que:
"Não fazendo tal reclamação, o MUD mostra uma vez mais a existência no seu seio de tendências antidemocráticas que divorciam o MUD das classes trabalhadoras e refletem o (...) receio do povo e das massas. O Partido Comunista não pode naturalmente apoiar uma reclamação do MUD que excluem do voto a grande massa dos trabalhadores portugueses condenados ao analfabetismo pela política de obscurantismo e dos sucessivos governos de Salazar"

#### MUD Juvenil
É criado o MUD Juvenil, que adquire um crescimento rápido, tendo a capacidade de realizar reuniões amplas, e revitalizando o MUD. Fizeram parte do MUDJ Mário Soares, Octávio Pato, Salgado Zenha, Júlio Pomar, Mário Sacramento e Rui Grácio, todos, então, pertencentes ao PCP. No entanto, as suas iniciativas levaram à violenta repressão governamental.

#### Greves de 1947
Em abril de 1947, o PCP declara formalmente greve no contexto do aumento de horas extraordinárias e da ausência de resposta às suas reivindicações, alcançando 20 mil grevistas. O historiador João Madeira considera que "foi um ato de grande audácia, coragem e combatividade que envolveu um significativo número de trabalhadores no coração industrial do país". A repressão do regime, que usara mão pesada para controlar a situação, dificultava a propagação das greves, havendo, entre outros, despedimentos compulsivos por parte das empresas, e prisões em larga escala, até levando à deportação para o Tarrafal de 30 grevistas. João Madeira considera que o "contra-ataque do regime ganhava fôlego". Em julho, são demitidos 21 destacados professores universitários. Na primavera de 1947 a polícia política prendeu vários ativistas do MUDJ, procedendo também a julgamentos dos seus dirigentes.

#### Prisão da Comissão Central do MUD
Os militantes comunistas tentaram reverter a quebra de atividade do MUD, que se deu devido às ameaças, atos intimidatórios e repressão governamental. Em 31 de janeiro de 1948, quando o MUD se junta para comemorar a revolta de 1891, é presa toda a sua Comissão Central pela polícia, e é anunciada, ao mesmo tempo, a sua proibição, por "colaborar nele o chamado Partido Comunista". A partir de abril de 1947, começa uma implacável vaga repressiva sobre o PCP, com dezenas de prisões que levaram ao chamado "processo dos 108". São tocados ou desmantelados várias setores do Partido, como a organização no Ribatejo, Coimbra ou Alentejo, sendo presos dirigentes e funcionários, assim como o responsável pelo sul do país e importante membro do Comité Central — Francisco Miguel.

#### Caracterização da conjuntura internacional
Em fevereiro de 1948, realiza-se uma reunião do Comité Central. O PCP faz uma caracterização da conjuntura internacional, denunciando o anticomunismo, a hegemonia cada vez maior dos Estados Unidos, e a função do "Plano Marshall no reforço da pilhagem internacional", ao qual adere Salazar, cedendo território nacional para a instalação de infraestruturas militares, e destacando a "função pacificadora e democratizadora" da designada "Frente da Paz e da Democracia", ou seja, a URSS, as democracias populares e as massas trabalhadoras de todos os países, e os respetivos partidos comunistas. Álvaro Cunhal não participa, tendo dois meses antes ido para o estrangeiro restabelecer ligações com o movimento comunista internacional, dizendo João Madeira que "era como que a última pedra no edifício da reorganização"

#### Eleições presidenciais de 1949
O MUD concentrou-se na candidatura de Norton de Matos para as eleições presidenciais de 1949. O PCP delineou três tarefas políticas essenciais no começo da campanha, uma delas sendo "combater sem tréguas toda a tendência que procure desviar o movimento antifascista da sua linha justa, proletária, revolucionária, isto é, combate sem tréguas a todos os arrivistas, conciliadores e traidores". A campanha foi marcada pelas arbitrariedades, censura, intimidações e repressão, num esforço da ditadura para enfrentar a oposição. Mesmo assim, aconteceram algumas importantes mobilizações bem sucedidas. Em Braga, o comício inicial teve a adesão de alguns milhares de pessoas, no Porto, no campo de futebol do Salgueiros, estimou-se quatro dezenas de milhar. A maior demonstração ocorre no Porto, no comício da Fonte da Moura, onde o planejamento e a realização foi praticamente feita pelas forças do Partido Comunista, que também conseguiram convencer o general. De acordo com Virgínia Moura,
Calculámos que estariam lá mais de 150 mil pessoas [...] Sim, também falei, defendi as posições do Partido e reproduzi a nossa análise da situação política, denunciando as arbitrariedades do fascismo, referindo os presos políticos, os camaradas mortos na PIDE, os problemas das mulheres e dos trabalhadores em geral, os problemas económicos, as crianças que procuravam comida no lixo. Apresentei as nossas soluções.
Também se verificou mobilizações modestas noutros locais, principalmente mais a sul. A 7 de fevereiro de 1949, pouco antes das eleições, há uma reunião do MUD para decidir se o general deveria ou não ir às urnas. Forçado a desistir, é sublinhado por um membro do Comité Central que o "resultado da campanha eleitoral do general Norton de Matos foi uma grande vitória política do nosso Partido, e da qual resultou um extraordinário alargamento do seu prestígio em todo o País" e que "Em resultado da luta contra as hesitações, os erros e vacilações dos fracos, e no desmascaramento dos traidores e dos oportunistas, verificou-se também um fortalecimento geral do Partido e um mais elevado nível político dos seus quadros mais responsáveis".
O regime termina a campanha eleitoral "com uma vaga repressiva tremenda".
O Movimento Nacional Democrático e o Movimento pela Defesa da Paz
Com o encerramento da campanha eleitoral e o ambiente de guerra fria, a unidade desintegra-se. Em abril de 1949, com o apoio de Ruy Luís Gomes, Virgínia Moura e Maximiano da Silva às Comissões de Freguesia do Porto, é constituído o Movimento Nacional Democrático (MND), cuja primeira comissão central inclui Maria Lamas, José Morgado, Albertino Macedo, António Areosa Feio, Pinto Gonçalves e João Saias. O MND apenas ligava o PCP a um círculo de aliados próximo. Um artigo destacado do O Militante, depois de proclamar os triunfos do Partido, coloca tarefas para reforça-lo, nomeadamente, o fortalecimento ideológico, o reforço da unidade política e de ação, "obrigando à autocrítica todos os que vacilaram e cederam ideias oportunistas", e uma ampla campanha de recrutamento, "[o] engrandecimento do Partido, é condição indispensável para o triunfo da causa antifascista".

#### Abalo e prisões de 1949
No entanto, enquanto se está no processo de constituição desse novo Movimento, há um abalo profundo na direção do PCP — Álvaro Cunhal, Militão Ribeiro e outros oito dirigentes e quadros são presos, e várias casas clandestinas, assim como uma tipografia central, são descobertas. Apressadamente, o Comité Central reúne-se depois desta vaga repressiva, à procura de uma explicação para estas tragédias, e reforçando o apoio às políticas delineadas.

#### Congresso dos Intelectuais pela Paz
A paz passou a ser um elemento estruturante do discurso comunista internacional no pós-guerra. Em 1948, é lançada "a primeira pedra" para construir um movimento mundial pela paz, sendo convocado o Congresso dos Intelectuais pela Paz em agosto de 1948, em Wroclaw, Polónia, onde vai participar a delegação portuguesa com os militantes comunistas Manuel Valadares, João dos Santos, Alves Redol e Fernando Lopes Graça. Apesar da debilidade, houve um esforço sério por parte do PCP para aplicar as orientações acordadas pelo Cominform. Houve, por exemplo, "recolha de assinaturas em apoio à declaração do Comité Permanente do Congresso dos partidários da Paz, ações públicas contra o envio de tropas para Macau, [...] e protestos contra a adesão de Portugal à NATO". São recolhidas 100 mil assinaturas pela Paz. Em setembro-outubro de 1950 realizou-se uma reunião do Comité Central sobre o Movimento pela Paz, onde quadros femininos tiveram um papel importante. Por volta desta altura, realiza-se uma sessão pública no Museu João de Deus, e é criado o Movimento pela Defesa da Paz. Foi criado um movimento pela paz paralelo ao MND. A tarefa candente do PCP era "a luta pela defesa da paz e pela proibição da bomba atómica", que exercia a direção e o controlo das atividades de ambos os movimentos, e que separava as áreas de intervenção de ambas, apesar de nenhuma de ambas ter uma área de intervenção específica. O MND tinha como objetivo central, assim como o Movimento para a Defesa da Paz, a luta pela paz, mas tinha a distinção de ter também a incumbência de articular a luta política pelas liberdades.

#### Prisão de protesto dos dirigentes do MND
A instabilidade do MND sempre foi muito grande, arrancando logo em dezembro de 1949 com toda a sua Comissão Central presa. Após a libertação de Ruy Luís Gomes e Virgínia Moura, sob pesada fiança, ambos regressam ao Porto — acolhidos com uma pequena manifestação — e são agredidos pela polícia, junto com Lobão Vital, militante do PCP e companheiro de Virgínia. Em junho de 1950, são ambos presos, seguidos pelos restantes, "que corajosamente desafiam o regime apresentando-se pessoalmente na Presidência do Conselho de Ministros para entregar em mão uma exposição de protesto". O MND passa a funcionar com base em elementos das Comissões Distritais.
Unidade na defesa da paz e eleições presidenciais de 1951

"José Morgado, Ruy Luis Gomes e António Lobão Vital, marido de Virgínia Moura, de cabeça enfaixada e a roupa ensanguentada".

Ruy Luís Gomes é escolhido pelo MND como candidato à Presidência da República, mas só caso satisfeita a reclamação de eleições livres, "cumprindo-se três condições mínimas — existência de um recenseamento honesto, liberdade de propaganda e fiscalização do ato eleitoral". A 6 de maio de 1950, é apresentado como candidato por uma moção da Assembleia de Delegados do MND, reiterando as condições mínimas. O seu manifesto tinha 3 grandes tópicos — República e Liberdade, Pão e Trabalho, Independência Nacional e Paz. A candidatura é apresentada ao Supremo Tribunal de Justiça em 9 de junho de 1951, mas sob instruções de que estão estritamente proibidas quaisquer manifestações, reuniões sindicais ou divulgação de propaganda que não seja submetida à censura prévia. A primeira reunião realiza-se, fruto de um reagrupamento, nos arredores do Porto, já que a polícia havia dispersado violentamente os que começaram a chegar cedo. No entanto, a sessão é encerrada brutalmente pela polícia, ferindo o candidato e aqueles que o rodeavam. A candidatura confrontou e afrontou a repressão da ditadura, editando materiais de propaganda, realizando sessões públicas, etc. Uma semana antes do ato eleitoral, que realizou-se a 22 de julho, a candidatura é recusada pelo Supremo Tribunal de Justiça. O PCP apela à abstenção total, já que as condições mínimas não foram alcançadas, e, logo, "participar na burla eleitoral representará uma traição aos interesses sagrados do Povo, da Paz e da Democracia". Craveiro Lopes é eleito sem qualquer oposição.
Cimeira da NATO em 1952
No início de 1952 há um protesto contra a realização da Cimeira da NATO em Lisboa, que impulsiona a "luta pela Paz". O PCP fez várias ações contra a Cimeira, o que leva a direção do PCP, numa reunião, a proclamar que esta é "a primeira grande luta do nosso povo contra a guerra". Nos documentos dessa reunião são exigidos a saída dos americanos de Portugal, e de Portugal da NATO, e permanece a ideia de guerra iminente. A edição do manifesto "Pacto de Paz e não Pacto do Atlântico", que alcançou centenas de assinaturas, levou à nova prisão da direção do MND.
Espionagem
O receio da infiltração de agentes da PIDE, espiões do MI6, e espiões da CIA no Partido levaram a uma campanha de depuração, sendo suspensos ou expulsos aqueles que, quando presos, prestaram declarações à polícia, assim como os que defendiam persistentemente posições contrárias à linha partidária, e os que eram considerados espiões.
XIX Congresso do PCUS
O Comité Central envia saudações ao XIX Congresso do PCUS, sendo esta publicada no Pravda e lida na Rádio Moscovo, onde aclamava a URSS como um "farol seguro da Paz e da verdade num meio de todo um mar tempestuoso de intensivos preparativos guerreiros, da exploração e da opressão, de calúnias e de mentiras dos imperialistas". O PCP continuou a denúncia de que o Ocidente estava nos preparos para uma agressão à União Soviética, iniciando assim uma 3º Guerra Mundial, até chegar às suas mãos a afirmação de Estaline, em 1952, de que a guerra "não pode considerar-se inevitável, que os nossos dois países [URSS e EUA] podem também de futuro viver em paz".
Unidade pela vitória
Quando se dá a IV Reunião Plenária Ampliada do CC, em dezembro de 1952, Fogaça e José Gregório eram os dois principais dirigentes do PCP. Nesta reunião, cujo objetivo formal era preparar uma ofensiva partidária, discute-se a possibilidade de uma terceira guerra mundial (e que, caso se materializasse, "o povo português não pegaria em armas contra os exércitos soviético e dos países de Democracia Popular"), a política externa da URSS (onde Pires Jorge destaca o seu caráter pacífico), a exigência da Reforma Agrária, a questão colonial, visando principalmente a formação de partidos comunistas autónomos, e a estratégia para derrubar o regime, que se mantém igual à do IV Congresso. Também foi apelada a luta pela Paz, contra a repressão, pela anistia e liberdades fundamentais, onde o papel do MND tinha destaque. Foi reforçada a posição de que o MND era o sucessor do MUD e que se devia juntar a este qualquer um que quisesse lutar contra a ditadura. Também foram sublinhadas as três condições mínimas para a participação eleitoral, que foram seguidas no mesmo mês pela Comissão Central do MND. No entanto, estas não foram cumpridas pelo governo, e são consideradas pelo PCP como uma "burla total", repreendendo aqueles que não se abstiveram. Com o fim da Segunda Guerra Mundial, nascem vários movimentos anticoloniais, sendo um deles a Casa dos Estudantes do Império, onde a maior parte se encontrava no MUD Juvenil e alguns no PCP. Passaram pelo MUD Juvenil pessoas como Agostinho Neto, Amílcar Cabral, Lúcio Lara, Alda Espírito Santo, Noémia de Sousa, Luís Cabral, Marcelino dos Santos, Vasco Cabral, Mário de Andrade, muitos que até chegaram a ser presos.

#### Nota Oficiosa sobre o caso de Goa Damão e Diu
Apesar de não ser abandonado formalmente a estratégia de levantamento nacional, na V Reunião Ampliada do CC, em 1954, define uma nova tática denominada Revolução Democrática de Libertação Nacional, que não tinha lugar para vias de transição concertadas e moderadas. Em agosto, com a publicação da Nota Oficiosa sobre o caso de Goa Damão e Diu (e a sua autodeterminação), são presos dirigentes importantes do MND, entre eles Virgínia Moura. A Nota frisava também que "só um governo democrático poderia resolver os problemas nacionais "quer na Metrópole quer no Ultramar"".
As alianças do PCP, nomeadamente o MUDJ e o MND, iam caindo com a repressão impiedosa da polícia.
VI Reunião Plenária Ampliada do CC
Com a "decapitação" do MND, procede-se a um período de inflexão pelo Comité Central sobre o que fazer. Em abril de 1955, o Comité Central recebe um documento de Júlio Fogaça, com o objetivo de identificar as bases pelas quais se sustenta o Salazarismo. Segundo João Madeira,
"Para o dirigente comunista, a base social e política do salazarismo era restrita — a grande burguesia monopolista, o alto funcionalismo e a oficialagem superior. Toda a média e pequena burguesia se oporia à política de Salazar e à dominação imperialista. Se isso não era perfeitamente visível ainda, devia-se à falta de esclarecimento desses sectores e à sua vulnerabilidade à propaganda anticomunista do regime, assim como ao pavor da ação dos trabalhadores e do PCP"
O tema central da reunião foram os problemas de unidade, analisando, identificando, e corrigindo os erros, propondo-se criação de uma frente nacional antissalazarista. Dias Lourenço, abrindo a Reunião, afirma em resposta à Conferência de Genebra que "a vontade dos povos de buscarem na via do entendimento pacífico a solução dos principais problemas que nos preocupam", e reafirma a "liquidação do sectarismo" como "uma questão vital para o Partido". Sérgio Vilarigues apresentou o Informe da Comissão Política, que tinha o nome "O caminho para uma ampla frente nacional antissalazarista". Apesar de afirmar tacitamente que o MND não conseguira ser uma "verdadeira frente", isto é, uma frente ampla e nacional, reconhece o seu papel na candidatura de Norton de Matos e à "ação corajosa do núcleo de dirigentes", que permaneciam encarcerados. Havia neste informe uma continuação da conceção da Internacional Comunista sobre o fascismo, sendo a espinha dorsal da frente antifascista a unidade da classe operária.

#### Dissolução do MND
O MND é dissolvido na VI Reunião Plenária Ampliada do CC por não responder ao trabalho de unidade pretendido pelo Partido. Para Fogaça, isto tinha como origem o que saiu da repressão de 1949/1951, levando os militantes a adotar uma postura defensiva, sectária, que tinha de ser combatida, mandando abaixo o conformismo, o rotineirismo, a passividade, e incentivar todos os que tinham afiliação partidária, não importando a sua posição na estrutura partidária, a orientar a sua atividade no trabalho de massas, atuando tanto na legalidade como na ilegalidade. O aparelho repressivo da polícia tinha uma rede de informadores em locais de influência partidária, causando várias ondas repressivas, o que dificultava a sua atividade. Numa reunião do CC em março de 1955, defendeu 28 medidas que tinham de ser implementadas para reorganizar e revitalizar o Partido, robustecendo-o ideologicamente e moldando-o "em formas Leninistas de trabalho", lutando contra o sectarismo. Inserido nesta luta está o O Militante, que é reformulado, aumentando o seu número de colaboradores.
Fuga de Peniche
Em Janeiro de 1960, um grupo de dez membros do PCP conseguiram fugir da prisão de alta-segurança de Peniche. Várias figuras de topo do Partido participaram na que ficou conhecida como Fuga de Peniche, entre elas Álvaro Cunhal, que seria eleito no ano seguinte o primeiro Secretário-geral em dezanove anos.
Ação Revolucionária Armada
Também entre os fugitivos estavam Jaime Serra, que iria organizar secretamente o grupo de Acção Revolucionária Armada ou ARA: um grupo armado do PCP que iria ser responsável por alguns golpes militares contra o regime ditatorial nos anos 1970.
O PCP e a Guerra Colonial
Em 1961 começou a Guerra Colonial em África, primeiro em Angola, depois em Moçambique e Guiné-Bissau. A guerra durou 13 anos, e foi um duro golpe para a sociedade Portuguesa, forçando milhares de Portugueses a deixar o país, tanto para procurar melhores condições de vida em países como a França, Alemanha e Suíça, como para fugir à guerra. O PCP, que tinha estado envolvido na formação de movimentos de guerrilha nacionalistas, juntamente com a União Soviética, tomou imediatamente uma posição de oposição forte à guerra, e de apoio aos movimentos anticoloniais. A guerra, criando grande instabilidade na sociedade Portuguesa, ajudou ao declínio do regime de Salazar.
O PCP e a Crise Académica
Em 1962 instalou-se a "Crise Académica". O regime, temendo a crescente popularidade das ideias democratas entre os estudantes, ilegalizou várias associações e organizações. A maioria dos membros destas organizações eram intelectuais comunistas militantes que eram perseguidos e proibidos de continuar os seus estudos universitários. Os estudantes, com o forte apoio do PCP, responderam com demonstrações que culminaram no dia 24 de Março com uma enorme demonstração em Lisboa. Esta demonstração foi brutalmente suprimida pela polícia, levando a vários ferimentos em estudantes. Seguiu-se imediatamente uma greve dos estudantes contra o regime.
Sexto Congresso
No sexto congresso, em 1965, Álvaro Cunhal, eleito Secretário-geral em 1961, elaborou um relatório chamado "Rumo à Vitória — As Tarefas do Partido na Revolução Democrática e Nacional", que se tornou num documento de grande influência entre o movimento democrático. Distribuído largamente entre os membros clandestinos, continha oito objetivos políticos, tais como "o fim dos monopólios na economia", "a necessidade de uma reforma agrária e redistribuição das terras", e "a democratização do acesso à cultura e à educação" — políticas que o PCP considerava essenciais para tornar Portugal num país inteiramente democrático. Nove anos mais tarde, no dia 25 de Abril de 1974, a Revolução dos Cravos pôs um fim a 48 anos de resistência e marcou o início de um novo ciclo na vida do Partido.

## O PCP na Terceira República Portuguesa (1974–atualidade)

### Revolução dos Cravos e a queda da ditadura
Imediatamente após a revolução, foram restabelecidos direitos básicos de democracia em Portugal. No dia 27 de Abril, prisioneiros políticos foram libertados. No dia 30 de Abril, Álvaro Cunhal regressou a Lisboa, onde foi recebido por milhares de pessoas. O dia 1 de Maio foi comemorado pela primeira vez em 48 anos, e aproximadamente meio milhão de pessoas juntaram-se no Estádio 1.º de Maio em Lisboa para ouvir os discursos do líder comunista Álvaro Cunhal e do socialista Mário Soares. No dia 17 de Maio, o jornal do Partido, Avante!, lançou a sua primeira edição legal.
Os meses seguintes foram marcados por mudanças radicais no país, sempre seguidos de perto e apoiados pelo PCP. O longo processo de restaurar a independência às colónias foi iniciado com o apoio total do Partido, e em cerca de um ano, Guiné-Bissau, Angola, Moçambique, Cabo Verde e São Tomé e Príncipe tornaram-se países independentes. Seis meses após a Revolução, em 20 de Outubro de 1974, decorreu o sétimo congresso do PCP. Mais de mil delegados e centenas de Portugueses e estrangeiros assistiram ao congresso, que foi caracterizado por importantes discussões sobre a revolução que ocorria por todo o país. No dia 12 de Janeiro de 1975, o Partido Comunista Português tornou-se no primeiro Partido legalmente reconhecido.
O processo revolucionário continuou. A 11 de Março de 1975, as forças militares de esquerda derrotaram uma tentativa de golpe pelas forças militares de direita. Isto resultou numa viragem do processo revolucionário político para a esquerda, com os principais sectores da economia, tais como bancos, transportes, minas e empresas de comunicações a serem nacionalizados. Tudo isto foi feito sob o comando de Vasco Gonçalves, um membro militar apoiante do PCP, que se tornou no primeiro-ministro após a renúncia do primeiro governo provisional. O PCP reforçou o seu total apoio a todas estas mudanças, e ao processo de Reforma Agrária que implementou a coletivização do sector agrícola e das terras numa região denominada "Zona de Intervenção da Reforma Agrária", ou "ZIRA", que incluía as terras a sul do Rio Tejo. O Partido Comunista tomou a liderança desse processo e executou-o de acordo com o programa partidário, organizando vários milhares de camponeses em cooperativas. Isto, combinado com a forte organização clandestina do PCP e o apoio dos camponeses durante anos precedentes naquela região, fizeram de algumas zonas do sul de Portugal a principal fonte de apoiantes do PCP. O PCP ganhou mais de metade dos votos em Beja, Évora e Setúbal nas subsequentes eleições. Um ano após a revolução, ocorreram as primeiras eleições democráticas para eleger o parlamento que iria escrever a nova Constituição, para substituir a Constituição de 1933. O PCP consegui 12,52% dos votos e elegeu 30 deputados. No fim, [carece de fontes?], a Constituição incluiu várias referências ao "Socialismo" e a uma "Sociedade Sem Classes", e foi aprovada com a oposição de apenas um Partido, o Centro Democrático Social, ou CDS.

#### Consolidação da democracia
Em 1976, após a aprovação da Constituição, ocorreu a segunda eleição democrática, e o PCP elevou a sua percentagem de votos para 14,56% e 40 deputados. Nesse mesmo ano, ocorreu a primeira Festa do Avante!, e o oitavo congresso do Partido foi realizado em Lisboa de 11 a 14 de Novembro. O congresso referiu principalmente a necessidade de continuar a conquista pela vitória do Socialismo em Portugal, e a necessidade de defender os ideais alcançados na Revolução contra o que o Partido considera ser um passo atrás político, liderado pela coligação do Partido Socialista e o Centro Democrático Social, que se opôs ao processo de Reforma Agrária.
Em 1979, o PCP realizou o seu nono congresso, que analisou o estado de um Portugal pós-revolução, políticas que este Partido considerava de direita e as lutas do Partido Comunista para nacionalizar a economia. Em Dezembro de 1979, decorreram novas eleições. O Partido formado pela Aliança Povo Unido ou APU, em coligação com o Movimento Democrático Português ou MDP/CDE, e aumentou os seus votos para 18,96% e 47 deputados. As eleições foram ganhas pela coligação centro/direita, liderada por Francisco Sá Carneiro, que iniciou imediatamente políticas que o PCP considerava serem contrárias aos interesses dos trabalhadores. Nas subsequentes eleições de 1980 o PCP desceu para 41 deputados, embora venha a alcançar várias vitórias em eleições municipais, ganhando a liderança de dezenas de municípios, na coligação FEPU — Frente Eleitoral Povo Unido. Após a trágica morte de Sá Carneiro num desastre aéreo em 1980, o PCP conseguiu 18,20% dos votos e 44 deputados como parte da APU — Aliança Povo Unido nas eleições de 1983. Também em 1983 o PCP realizou o seu décimo congresso, que criticou mais uma vez o que via como perigos das políticas de direita.
Em 1986, a surpreendente vitória de Mário Soares, que alcançou a segunda volta das eleições presidenciais, derrotando o candidato do Partido, Salgado Zenha, fez com que o Partido realizasse um congresso extraordinário. O décimo primeiro congresso foi convocado com apenas duas semanas de antecedência, para decidir se iriam ou não apoiar Mário Soares contra Freitas do Amaral. Mário Soares foi apoiado, e ganhou com uma ligeira margem. Caso não tivesse conseguido o apoio do PCP, provavelmente teria perdido as eleições[parcial?]. Em 1987, após a renúncia do governo, tomaram lugar novas eleições. O PCP, agora na Coligação Democrática Unitária (CDU), com o Partido Ecologista "Os Verdes" (PEV), e a Intervenção Democrática (ID), viu uma substancial redução do seu eleitorado de 44 para 31 deputados e 12,18% dos votos.

#### Fim do Bloco Socialista e novos desafios
Em 1988 decorreu o décimo segundo congresso, em que participaram mais de 2000 delegados, e que foi posto em prática um novo programa chamado "Portugal, uma Democracia Avançada no Limiar do Século XXI".
No final dos anos 1980, o Bloco Socialista da Europa de Leste começou a desintegrar-se e o PCP passou por uma das maiores crises na história. Com a saída de vários membros, o Partido convocou um congresso extraordinário, o décimo terceiro, em Maio de 1990, onde decorreu uma enorme batalha ideológica. A maioria dos mais de 2000 delegados decidiu continuar a "revolucionária jornada até ao Socialismo" do PCP, retendo assim a sua ideologia Leninista. Isto entrou em conflito com as ideologias de vários partidos comunistas espalhados pelo mundo. [carece de fontes?], apesar de várias mudanças sociais levadas a cabo pelo movimento laboral terem sido influenciadas pelo Bloco Socialista. Álvaro Cunhal foi reeleito Secretário-Geral, mas Carlos Carvalhas foi eleito Secretário-Geral Adjunto.
Nas eleições legislativas de 1991 o PCP atingiu 8,84% dos votos e 17 deputados, continuando assim o seu acentuado declínio eleitoral.
O décimo quarto congresso decorreu em 1992, e Carlos Carvalhas foi eleito o novo Secretário-Geral, substituindo Álvaro Cunhal. O Congresso analisou toda a situação internacional criada pela dissolução da União Soviética pela derrota do Socialismo na Europa de Leste. O PCP traçou também as linhas necessárias para destituir Cavaco Silva e o seu governo, que aconteceu pouco tempo depois. Em 1995 o Partido Social Democrata foi substituído pelo governo do Partido Socialista após as eleições legislativas de Outubro, em que o PCP volta a registar uma queda para 8,61% dos votos.
Em Dezembro de 1996 mais de 1600 delegados do Partido participaram no décimo quinto congresso do PCP, desta vez no Porto. O congresso criticou o que considerava serem políticas de direita do governo Socialista de António Guterres, e debateu o futuro do Partido após a dissolução do Bloco Socialista. Nas subsequentes eleições municipais o PCP continuava em declínio, mas nas eleições legislativas de 1999 o Partido conseguiu um ligeiro aumento na percentagem dos seus votos pela primeira vez em vários anos. O décimo sexto congresso ocorreu em Dezembro de 2000 e Carlos Carvalhas foi reeleito Secretário-Geral. Nas eleições legislativas de 2002 o PCP atingiu a percentagem de votos mais baixa na história, com apenas 7,0% do total.
O mais recente congresso, o décimo sétimo, em Novembro de 2005, elegeu Jerónimo de Sousa, um antigo trabalhador metalúrgico, o seu novo Secretário-Geral.
Nas eleições legislativas de Fevereiro de 2005 o PCP aumentou a sua percentagem de votos para 7,60%, com 430 000 votos, e 12 deputados entre 230.
Após as últimas eleições municipais, em 2005, em que o Partido recuperou a presidência de 7 municípios e conquistou Peniche, o PCP mantém a liderança de 32 (de 308) municípios, a maioria deles no Alentejo e em Setúbal, e mantém a liderança de várias assembleias municipais. A administração local do PCP é marcada por uma preocupação com assuntos tais como o impedimento da privatização da água, financiamento da cultura e da educação, facilitação do acesso ao desporto, promoção da saúde, promoção de uma democracia participativa, e prevenção da corrupção. A presença dos Verdes na coligação mantém também um olho atento nos assuntos relativos ao ambiente, tais como a reciclagem e o tratamento das águas.
O trabalho do Partido segue agora o programa "Democracia Avançada no Limiar do Século XXI". Problemas tais como a descriminalização do aborto, direitos dos trabalhadores, aumento dos custos dos Serviços de Saúde e de Educação, baixos salários e pensões, imperialismo e guerra, solidariedade com outros países como o Iraque, Afeganistão, Palestina, Cuba e País Basco são preocupações constantes na agenda do Partido.
O PCP tem dois membros (Ilda Figueiredo e Pedro Guerreiro) eleitos no Parlamento Europeu, após alcançarem 9,2% dos votos nas Eleições Europeias de 2004. Fazem parte da Esquerda Unitária Europeia/Esquerda Verde Nórdica.

### XXI Governo 2015–2019
Apesar de sempre descrever o PS como um partido de direita, o PCP-PEV, com acordo negociado com PS, BE, aprovaram uma moção de rejeição do programa do XX Governo Constitucional, que ganhara as eleições legislativas um mês antes. Não podendo convocar novas eleições por estar nos últimos seis meses do seu mandato, o então presidente da república Aníbal Cavaco Silva indigitou António Costa como primeiro-ministro, que lideraria um governo socialista minoritário entre 2015 e 2019, apoiado externamente pelo PCP, BE e PEV.
O PCP tornou-se portanto no primeiro partido de esquerda radical a permitir que um partido de direita governe com o seu apoio, traduzindo-se no elevado número de projetos lei aprovados durante a XXI legislatura, contando com 87 propostas.

### Lei do financiamento dos partidos
Em 2017, o PCP votou a favor da abolição do limite de angariação de fundos por parte de partidos políticos, juntamente com o PS, PSD, BE e PEV. Apesar de discordar com a proposta, o presidente da república Marcelo Rebelo de Sousa aprovou-a em 2018.
Defende da parte dos partidos políticos "o cumprimento de regras adequadas a prevenir e combater fenómenos de corrupção, designadamente proibindo o financiamento dos partidos por empresas de forma a evitar a captura de partidos políticos por interesses económicos por via do financiamento partidário". Em Junho de 2022 o PCP apresentou uma proposta para reduzir o financiamento dado aos partidos pelo estado. A proposta foi rejeitada por votos contra do PSD, PS, BE e Livre.
Em 2020 e 2021, o PCP registou cerca de 523 000 euros entre donativos e filiados.

### Reacção à invasão russa à Ucrânia em 2022
A 24 de Fevereiro (o primeiro dia da invasão), num debate parlamentar, os comunistas que o conflito era "mais profundo" do que "um problema entre russos e ucranianos", e que "é mais profundo, mais amplo e ultrapassa em muito o leste europeu", e culparam também os Estados Unidos, acusando-os de serem "os verdadeiros interessados numa nova guerra na Europa" e de a "promoverem" para "desviar atenções de problemas internos" e para "assegurar a venda de armamento em larga escala". O líder do grupo parlamentar do PCP declarou que "[c]ondenamos todos o caminho que nos trouxe até aqui e condenamos todas as ações que contribuem para o mesmo objetivo", e que "é preciso condenar tudo aquilo que contribua para um desfecho violento deste conflito", e igualou a condenação às condenações que o PCP fez da guerra do Iraque, da Líbia, do Afeganistão ou da Síria.
A 1 de Março, os dois eurodeputados comunistas votaram contra uma resolução do Parlamento Europeu que, entre outras coisas, condenava a invasão. O partido explicou a sua decisão acusando a resolução de dar "força à escalada", de "[procurar] impor uma visão unilateral" e de "[dar] cobertura ao colossal processo de aumento de despesas militares, ao reforço e alargamento da NATO e à militarização da UE". O documento acabou por ser aprovado com mais de 600 votos a favor, 13 contra e 26 abstenções. A posição do PCP de condenação da ação foi reafirmada por João Ferreira numa conferência de imprensa a 28 de março, e afirmou que "[h]á uma total coerência de posicionamento do PCP. Desde a primeira hora, deixou bem claro que não apoiava e condenava o que é uma violação do Direito Internacional [...] a posição é esta e não outra".
A 8 de Março, o líder do partido, Jerónimo de Sousa, culpou todas as entidades envolvidas na guerra. Afirmou que o partido condenava "todo um processo de ingerência e confrontação que [na Ucrânia] se [instalara], o golpe de Estado de 2014, promovido pelos Estados Unidos da América (EUA) naquele território, a recente intervenção militar da Rússia e a intensificação da escalada belicista dos EUA, da Organização do Tratado do Atlântico Norte (NATO) e da União Europeia".
A 20 de Abril, o PCP anunciou que não marcaria presença na sessão solene da Assembleia da República onde discursaria o Presidente da Ucrânia, Volodymyr Zelensky, no dia seguinte. A líder parlamentar do partido, Paula Santos, rejeitou alinhar com "a participação de alguém que personifica poder xenófobo e belicista", chamando à sessão um "palco para contribuir para a escalada da guerra".
A 23 de Abril, inquirido por uma jornalista sobre se considerava ou não que estava em curso uma invasão, Jerónimo de Sousa respondeu: "Houve uma operação militar que nós condenámos." Após a insistência da jornalista, o secretário-geral recusou empregar a palavra "invasão" e, em vez disso, respondeu: "[...] as imagens que temos é que há um conflito, há uma guerra. Isso é incontornável, tem de se reconhecer." Paulo Raimundo, que foi eleito para a posição de secretário-geral em novembro de 2022, comunicou a posição de condenação da "intervenção e invasão russa no território ucraniano", que "nós não menosprezamos, nem relativizamos". Reafirmou também que o PCP "não tem nada a ver com o governo russo", "não há nada que nos relacione com o Governo russo, nem de longe, nem de perto", "não temos nada a ver com as opções de classe do Governo russo" e "estamos no dia-a-dia no combate a essas opções". Também afirmou que a Rússia não é o único responsável pela guerra, que "o confronto político entre vários intervenientes [NATO, Rússia, EUA e UE] teve como ponto alto uma invasão russa", e pensa que "aquilo que provocou mais confusão na esfera pública foi o facto de o PCP não olhar para esta guerra como um problema de agora, mas sim de 2014".

## Congressos

### I Congresso (1923)
O I Congresso realizou-se a 12 de novembro de 1923, em Lisboa, e participaram 90 delegados, representando 27 organizações. Neste Congresso foi destacado a reclamação para que "o camponês detenha a terra que possa fazer frutificar com o seu braço" e a reclamação das 8 horas de trabalho para os trabalhadores rurais assalariados. O I Congresso apontou o perigo do fascismo e salientou a importância da unidade da classe operária para o derrotar e manifestou a sua solidariedade para com os comunistas e sindicalistas presos pelo governo.
Relativamente à questão colonial, é formalizada a seguinte posição: "O PC dará todo o seu apoio às ligas e associações que tenham por fim defender as populações das colónias contra todas as extorsões capitalistas e estatistas, e levá-las a sacudir o jugo de todas as tutelas".

### II Congresso (1926)
O II Congresso realizou-se em 29 de maio de 1926, em Lisboa, com 100 delegados. É interrompido em consequência do golpe de estado de 28 de maio de 1926 que conduziu à instauração da ditadura fascista.
O período de 1926 até 1933, foi marcado pela consolidação do regime ditatorial através da repressão política de republicanos, anarquistas e comunistas. Em 1927, as sedes do PCP são encerradas. O PCP entra na clandestinidade. Da primeira reorganização do Partido, em 1929, emerge a figura de Bento Gonçalves que virá a ser Secretário-geral do Partido.
O PCP foi o único dos sobreviventes à Ditadura Militar que se conseguiu adaptar e organizar face à nova situação política que os remetia para uma situação de clandestinidade.

### III Congresso (1943)
O III Congresso — I Congresso ilegal — realizou-se em Novembro de 1943, no Monte Estoril, num momento crucial do curso da 2ª Guerra Mundial, e marcou uma nova fase da vida e da luta do Partido. Pode ser encarada como o fim de um processo de “reorganização” do Partido.
O Partido dispõe já então, na sequência da reorganização operada em 1940–1941 de um núcleo central de revolucionários inteiramente dedicados à luta e às tarefas partidárias.
Neste Congresso, que analisou as questões fundamentais da vida do país e do Partido, Álvaro Cunhal apresentou o Informe Político do Secretariado do Comité Central intitulado "A Unidade da Nação Portuguesa na luta pelo pão, pela liberdade e pela independência", no qual dava grande importância ao contexto político internacional de vitória ou derrota dos fascismos como essencial para o derrube de Salazar.
Cunhal caracteriza a situação do país combinando o legado do Comintern de 1935 e as intervenções de Georgi Dimitrov. Assim, dedica a abertura do seu informe "à miséria e à exploração brutal dos trabalhadores, à ruína dos pequenos lavradores, comerciantes e industriais, ao "descalabro de toda a economia nacional"", o que o historiador João Madeira considera corresponder "em absoluto à situação vivida no país".

Enfatiza as ideias da frente no informe político apresentado:
"Foi esta situação que levou o nosso Partido a tomar a iniciativa do desencadeamento duma luta nacional contra o fascismo traidor, uma verdadeira LUTA NACIONAL DE TODAS AS FORÇAS PROGRESSISTAS E PATRIÓTICAS DO NOSSO PAÍS. Foi esta situação que levou o nosso Partido, o Partido da classe operária, o Partido marxista-leninista, o heroico Partido temperado em mais de 14 anos de luta sem tréguas contra o fascismo, a lançar a consigna: UNIDADE DA NAÇÃO PORTUGUESA NA LUTA PELO PÃO, PELA LIBERDADE E PELA INDEPENDÊNCIA"
Relativo à nova organização do Partido, o informe "Tarefas de Organização" foi apresentado por Manuel Guedes, sob o pseudónimo "Santos". Guedes lança no início do seu informe as características necessárias para que o PCP se emancipe na hegemonização da oposição, afirmando que "[s]ó com uma vasta organização nacional de células, comités de zona, comités locais, regionais, etc., que possam fazer chegar a toda a parte a voz do nosso Partido,..."

Relativamente ao alargamento progressivo da organização do Partido para uma escala nacional é adiantado que só tinha vindo a ser possível devido:
"À depuração feita nas fileiras do Partido, o trabalho persistente das nossas organizações, a seriedade e segurança deste trabalho, o criterioso recrutamento de novos militantes, a continuidade do trabalho central e a saída regular da nossa imprensa. (...) Hoje, o nosso Partido pode contar já com uma centena de organizações locais e regionais, e, nos grandes centros, com umas dezenas de células de empresa."
A infiltração dos comunistas, de modo a aproveitar e a subverter as organizações corporativas destinadas a enquadrar as massas trabalhadoras no Estado Novo será um dos temas que Manuel Guedes mais se debruça. Os sindicatos nacionais, as casas do povo, as casas dos pescadores e as coletividades culturais ou desportivas deveriam ser imediatamente encaradas de forma diferente pelos militantes devendo ser aproveitadas as oportunidades de reunião das massas que estas organizações proporcionavam.
Guedes também salientou o crescente número de mulheres que vinham integrando as fileiras do Partido, tendo um "papel importantíssimo" no desempenho das tarefas de defesa das casas do Partido. O Congresso aprovou ainda orientações para a consolidação do trabalho coletivo e para a defesa, estabilidade e continuidade do trabalho de direção em condições de clandestinidade.

### IV Congresso (1946)
O IV Congresso realizou-se em Julho de 1946, na Lousã, num quadro político nacional e internacional após a derrota do nazi-fascismo definiu as linhas fundamentais do Partido para o derrubamento do regime, centrada no desenvolvimento da luta de massas e no levantamento da nação portuguesa contra a ditadura salazarista. O PCP reafirmou a política de unidade antifascista, e o congresso aprovou ainda orientações para a consolidação do trabalho colectivo e para a defesa, estabilidade e continuidade do trabalho de direção em condições de clandestinidade. Foi a primeira vez que se realizou fora de Lisboa, fruto da inflexão do Partido para as zonas rurais do país visando aumentar os cuidados conspirativos de defesa do Partido. Segundo José Pacheco Pereira, este congresso seria uma vez mais uma mostra de capacidade do Partido em conseguir reunir um número elevado de dirigentes sob fortes medidas de segurança e vigilância, resumindo a sua importância da seguinte forma:
"O II Congresso Ilegal do PCP marca o momento de maior poder e influência de sempre nos anos da clandestinidade até ao 25 de Abril. Nunca o PCP fora tão poderoso e nunca mais o voltaria a ser — o Congresso marca o apogeu do comunismo português nos anos da clandestinidade. Sob todos os pontos de vista — orgânicos, políticos, teóricos -, foi o mais importante Congresso do PCP na clandestinidade e, em muitos sentidos, a mais importante reunião do Partido até aos nossos dias. O que dele resultou — o grupo dirigente, a linha do PCP, o papel de Álvaro Cunhal — durou até hoje como fator de identidade partidária."
O crescimento do Partido é indicado no prefácio do informe de Cunhal, declarando que "[n]este dois anos e meio assistimos ao engrandecimento do nosso Partido, ao alargamento e consolidação da sua organização, à sua crescente ligação com as massas, ao desenvolvimento dos seus quadros".
Segundo números apresentados por Pacheco Pereira, o Partido tinha passado de um número a rondar os 1200 militantes em 1943 para os mais de 5 000 militantes e 4 000 simpatizantes à data do IV Congresso em 1946.
Este crescimento lançou a necessidade, segundo as resoluções do Partido, de descentralizar cada vez mais a orgânica do Partido, evitando a sobrecarga imputada sobre cada controleiro através de novos organismos coletivos ao nível regional, sub-regional e de zona. Ainda relativamente aos quadros do Partido são traçadas as características essenciais ao desempenho das tarefas do Partido. Um bom quadro devia ser "de total dedicação ao proletariado, ao país e ao Partido, a firmeza perante a PIDE e a modéstia perante os órgãos superiores do Partido".
O relatório principal da reunião foi apresentado por "Duarte" (Álvaro Cunhal) com o título de "O Caminho para o Derrubamento do Fascismo". Baseando-se em algumas das ideias já patentes no informe apresentado no congresso anterior, apresentaria ideias fruto das mudanças internas e externas do pós-guerra. Com a manutenção das zonas pelas tropas lideradas por Estaline sob a esfera soviética, estava-se no prelúdio da Guerra Fria, que definiria claramente as zonas de influência de cada bloco pelo menos na Europa Ocidental. Começava também a ser percetível que Salazar era visto pelos EUA como um aliado fiável e que nada seria feito, por via externa, para alterar quem liderava Portugal. O informe assinalava que: "[a] reação internacional apoia Salazar porque Salazar torna Portugal uma base para assuas conspirações e manobras, para a sua ação contra os povos livres e contra a URSS"

Dentro do Partido, Cunhal lança a ideia, até ao fim da Ditadura, de que Portugal não era pobre em recursos mas que a pobreza vinha antes da exploração dos trabalhadores pelos grandes grupos económicos, que eram colossalmente protegidos pelo Estado Novo:
"Não é Portugal que é pobre. É o salazarismo que é incapaz de aproveitar as riquezas nacionais, e de encaminhar a economia nacional no sentido do progresso técnico, do aumento da produção, do bem-estar das classes laboriosas.(...) Portugal é um país rico, é a política fascista de proteção aos monopólios que condena Portugal ao atraso e à miséria. As riquezas nacionais, o progresso nacional, o nível de vida do povo, estão submetidos aos interesses dum punhado de exploradores sem Pátria que ostentam uma vida de luxo e de prazer".
Neste informe, é feita uma atualização da política de derrubamento do fascismo via levantamento nacional. Os Grupos Antifascistas de Combate são oficialmente abandonados e acusados de esquerdismo, legitimando a decisão fazendo citações a Lénine. O Movimento de Unidade Democrática é reconhecido e valorizado pela via legalista de oposição a Salazar, e são feitos apelos para que todos os oposicionistas se juntem nesta plataforma política.
A 28 de julho de 1946, realiza-se no Lumiar uma reunião onde se constituiu a Comissão Central do que ia ser o MUD Juvenil. Segundo Carlos Alfredo de Brito, este passaria a ser utilizado como um importante mecanismo de recrutamento do PCP, utilizando como balão de ensaio dos jovens antifascistas, e posteriormente aliciando à militância do Partido os que mais se iam destacando na luta.
Como já tinha ficado clarificado em congresso, "[...] é em organizações e movimentos legais da juventude que educaremos os jovens trabalhadores e a juventude em geral no espírito do marxismo-leninismo [...]"
Em relação às mulheres militantes do PCP, Álvaro Cunhal alerta à "pretensa superioridade masculina", denominada por "preconceitos burgueses de superioridade" que minavam as relações do Partido com as mulheres, e alterações relativas à organização desta. Apesar de se atentar na dificuldade que a mulher tinha em sair do jugo masculino na sociedade do Estado Novo, Cunhal aponta para o fim da organização das mulheres separada dos homens estabelecendo a criação de células mistas. Saído desta maior atenção dada às militantes e perante a ausência de consciência política que lhes permitisse uma maior intervenção na vida do Partido, começa a circular entre as funcionárias o jornal clandestino "3 Páginas", sob a direção e iniciativa de Cândida Ventura.

### V Congresso (1957)
O V Congresso realizou-se em Setembro de 1957, em Galiza, no Estoril.
Neste Congresso, foram aprovados os primeiros "Programa e Estatutos" do Partido, e debateu-se o problema colonial, pronunciando-se sobre o reconhecimento do direito dos povos das colónias à imediata independência, defendendo que todas as pessoas têm o direito à autodeterminação, e deixou claro o apoio aos movimentos populares de libertação das colónias Portuguesas, como o MPLA em Angola, FRELIMO em Moçambique, e PAIGC na Guiné-Bissau. Inclusive, foi o angolano Lúcio Lara, um filiado ao PCP e ao MPLA, que defendeu as principais teses para o voto favorável à autodeterminação dos povos e pela descolonização. Na decorrência do fim da guerra e do restabelecimento em 1947 das relações do PCP com o movimento comunista internacional, este é o primeiro Congresso do PCP que recebe saudações de outros partidos comunistas.
Também foram abordados vários temas importantes na atualidade do movimento comunista como o XX Congresso do Partido Comunista da União Soviética, onde Khruschev criticou o culto da personalidade a Estaline, a adesão de Portugal a um Mercado Comum Europeu que abriria os recursos de Portugal ao capital estrangeiro, e ainda os efeitos das guerra de libertação nacional contra o colonialismo, reconhecendo-se formalmente o direito das colónias portuguesas à autodeterminação.
No entanto, a principal questão presente no Congresso seria a via para o derrubamento do fascismo. A discussão girou à volta da questão de que o fascismo podia, ou não, ser derrubado pela via pacífica, por movimentações de massas, ou golpes palacianos de natureza pacífica. À luz da política de "coexistência pacífica" saída do XX Congresso do PCUS, o V Congresso do PCP adota a via pacífica e o legalismo "a reboque da burguesia liberal", apesar das objeções de alguns do militantes presentes no Congresso relativo ao forte alinhamento da direção partidária do PCP às posições tomadas pelo PCUS.
Várias alterações formam efetuadas à organização clandestina do Partido, refletindo não só as orientações tomadas na VI Reunião Ampliada do PCP em 1956 como também o XX Congresso do PCUS. As mudanças passariam pela delegação de tarefas anteriormente atribuídas ao Secretariado do Comité Central para os organismos inferiores. O Secretariado, alvo principal das críticas ao culto da personalidade e que ao longo da década de quarenta decidia quase tudo no Partido, fora remetido para um trabalho mais teórico e menos executivo. A gestão diária da organização clandestina do Partido seria partilhada com a Comissão Política do PCP.
É chamado de "desvio de direita", que pautou a atuação do Partido nas eleições presidenciais de 1958 e no seu rescaldo e no estilo anarco-liberal de trabalho que Cunhal criticou em 1960 e 1961.
Arlindo Vicente é apoiado pelo PCP para concorrer às eleições, mas este desiste, em 30 de maio de 1958, a favor de Humberto Delgado, para unir as forças de oposição. As eleições presidenciais de 1958 foram procedidas pela repressão da polícia política dos identificados como apoiantes do General. Isto indicou que dificilmente haveria possibilidade de derrube do Estado Novo pela via "legalista". O PCP sofreria fortemente com a repressão política que se seguiu com a exposição a que fora obrigado ao longo do processo eleitoral.

### VI Congresso (1965)
O VI Congresso realizou-se em Setembro de 1965, em Kiev, na URSS.
O episódio da Fuga de Peniche, ocorrido na prisão de alta-segurança de Peniche, em Janeiro de 1960, foi importantíssimo para o Partido, libertando Álvaro Cunhal e outros destacados dirigentes do Partido. É descrita como uma evasão histórica no período ditatorial português.
Entretanto a 4 de Dezembro de 1961, dera-se uma das mais famosas fugas das prisões políticas da ditadura, a Fuga de Caxias, engendrada por José Magro. Oito dirigentes e militantes de quadros destacados do PCP presos em Caxias conseguem fugir em plena luz do dia num carro blindado, alegadamente oferecido por Hitler a Salazar, que despedaça os portões de acesso ao pátio do Forte de Caxias e desaparece perseguido pelos tiros da GNR. Foi a segunda fuga das prisões políticas em menos de dois anos. Para trás, tinha ficado Júlio Fogaça, ideólogo do partido, importante na definição política de anteriores congressos, e opositor interno de Álvaro Cunhal.
Álvaro Cunhal e os dirigentes evadidos na Fuga de Peniche consideravam com pessimismo a política adotada após o V Congresso, notavam que a organização do Partido se vinha arruinando, que a fraca liderança partidária tinha originado uma desorientação nos funcionários clandestinos, para além do fraco cumprimento das regras conspirativas que vinha acontecendo. Foi apontada como consequência da política então denominada de "desvio de direita". O combate de Álvaro Cunhal, e dos restantes dirigentes fugidos, é contra a linha de derrube pacífico do fascismo, contra a passividade na crise de 1958 e contra o estilo organizativo que lhes estava associado.
O ano de 1962 foi o início de um processo de agitação política de massas com uma forte intervenção do PCP, conhecidas como as “Grandes Jornadas de 1962”. O Partido sentia que Salazar passava por grandes dificuldades para controlar a avalanche de acontecimentos recentes que se desenrolavam em Portugal e nas colónias. Aproveitando a maior debilidade, João Madeira considera que Cunhal "[e]ntendia que se as lutas operárias e populares se intensificassem e radicalizassem, se estariam rapidamente a criar condições indispensáveis para o levantamento nacional que haveria de derrubar o regime".
Com um relativo abrandamento da repressão em período de campanha para as eleições de Novembro de 1961, será dado início a um movimento crescente de insatisfação popular e de manifestações nas ruas que se prolongarão até ao Verão de 1962. Os principais movimentos grevistas ocorreriam nas zonas das grandes massas assalariadas camponesas, mais especificamente, no Alentejo, Ribatejo e Algarve. O trabalho de direção das greves do PCP trouxe às gentes da grande lavoura a conquista das oito horas de trabalho por dia nos campos. Em Lisboa e na Margem Sul ocorreram manifestações de grande adesão operária e estudantil, ao longo mês de Maio de 1962, marcadas por violentos confrontos entre polícia e manifestantes.
No primeiro semestre do ano, ocorre a crise académica de 1962, constituiu um dos principais momentos de conflito entre os estudantes universitários portugueses e regime do Estado Novo. Às diversas formas de contestação estudantil o Governo respondeu de forma violenta. Após ser recusada a celebração do Dia do Estudante em Lisboa a 24 de Março, estudantes das Universidades de Lisboa e Coimbra, darão início a uma greve contra a repressão política da ditadura sobre o sector estudantil que se estenderá até Junho. Trata-se da politização juventude do ensino universitário e secundário, até ai relativamente contida, que representará um dos permanentes focos de contestação à ditadura até à sua queda.
A 12 de Março de 1962, é feita a primeira emissão da clandestina Rádio Portugal Livre.

Segundo o Partido, as suas análises orientações e decisões marcaram de forma determinante todo o processo de luta do Partido até à queda do Estado Novo em 25 de abril de 1974. Com base no Relatório "Rumo à Vitória — As tarefas do Partido na Revolução Democrática e Nacional" apresentado por Álvaro Cunhal, Secretário-Geral do Partido Comunista desde 1961, o Congresso definiu a via da insurreição popular armada para o derrubamento do fascismo e os oito objetivos da revolução democrática e nacional que foram consagrados no novo Programa aprovado: 
1º — Destruir o Estado fascista e instaurar um regime democrático;
2º — Liquidar o poder dos monopólios e promover o desenvolvimento económico geral;
3º — Realizar a reforma agrária entregando a terra a quem a trabalha;
4º — Elevar o nível de vida das classe trabalhadoras e do povo em geral;
5º — Democratizar a instrução e a cultura;
6º — Libertar Portugal do imperialismo;
7º — Reconhecer aos povos das colónias o direito à imediata independência;

8º — Seguir uma política de paz e amizade com todos os povos.
Cunhal apresenta o levantamento nacional armado da seguinte forma:
"E qual é o ato de força que pode provocar o derrubamento do governo fascista e levar ao poder um governo democrático? O Partido Comunista responde: é o levantamento nacional, é a insurreição popular, é a luta armada do povo e dos militares revolucionários, vencendo e destruindo o aparelho militar e repressivo fascista"
A orientação traçada no VI Congresso esteve na base das vagas de lutas que abalaram os últimos anos do fascismo e prepararam o seu derrubamento.
Chegado o final da década de sessenta o debate interno em torno do método de derrube do regime mantinha-se no PCP. Alguns militantes defendiam só através de constantes ações violentas contra o regime seria possível derrubá-lo. Porém, Cunhal e os principais dirigentes partidários recusavam essa ideia da necessidade violência vistas como esquerdistas. No entanto, era impossível à direção partidária ignorar a crescente tendência que se formava no Partido para pegar em armas contra o regime. Evitando uma ultrapassagem à esquerda, no que se refere aos métodos violentos, o Partido começa a preparar a criação do seu braço armado, logo após a realização do VI Congresso, em 1966. Sendo algo inédito dentro do Partido, alguns militantes receberam treino de guerrilha em Cuba, quando regressam a Portugal procuraram reunir armamento suficiente para a execução de ações especiais contra o regime. A repressão policial sobre o braço armado do PCP e as dúvidas do Partido relativamente à pertinência do uso da violência num momento de refluxo do movimento de massas suspendem temporariamente o projeto. No entanto a morte de Salazar em 1968, revitaliza as perspetivas de derrube do regime, criando condições para a execução de ações armadas contra alvos militares envolvidos na guerra colonial ou em operações da NATO, mas sempre com a preocupação de evitar mortes que resvalassem para interpretações de terrorismo.
Após qualquer ataque da Ação Revolucionária Armada (ARA), o braço armado do PCP, eram explicadas as razões que a tinham motivado à execução do atentado. O seu tempo de atuação seria no entanto relativamente curto com o primeiro ataque a realizar-se em Outubro de 1970 e a sua suspensão de actividades a ser comunicada em Maio de 1973, após a prisão dos seus principais operacionais e com a prioridade ao movimento de massas perspetivado com as eleições em Outubro desse ano. Relativamente à ARA, o PCP, apesar de demonstrar o seu apoio público às ações realizadas, procurou sempre até à queda da ditadura desmarcar-se de qualquer relacionamento direto entre o Partido e a organização armada.

As eleições para a Assembleia Nacional em Outubro de 1973 surgem num momento de profunda tensão política, social e económica do país. A degradação da vida dos portugueses levaria a um movimento de massas contra o regime que se prolongaria para além do ato eleitoral.
Até ao fim da ditadura, em abril de 1974, as greves e as manifestações foram muito recorrentes. Nos meios operários várias greves, espontâneas, levaram à paralisação do trabalho e a confrontos violentos com a polícia, na luta contra o custo de vida e na necessidade de melhores salários. Com o desenrolar dos acontecimentos do próprio dia 25 de abril de 1974 estava definitivamente claro que aquele fora o dia final da longa ditadura portuguesa. A partir desse momento o PCP deixara para trás uma longa história de luta na clandestinidade pela liberdade democrática.

### VII Congresso (Extraordinário) (1974)
O VII Congresso (Extraordinário) realizou-se no Pavilhão dos Desportos, em Lisboa, a 20 de outubro de 1974. Após 48 anos de ditadura, é o primeiro congresso realizado na legalidade. Com milhares de convidados em festa, 1 003 delegados representando um Partido em forte crescimento aprovam modificações ao Programa e aos Estatutos, decorrentes da situação de liberdade conquistada. Aprova também, este VII Congresso, uma Plataforma de Emergência contendo medidas fundamentais para a defesa e desenvolvimento da Revolução e para a instauração de um regime democrático, tendo como direções capitais:
- o reforço do estado democrático e a defesa das liberdades;
- a defesa da estabilidade económica e financeira com vista ao desenvolvimento;

- o prosseguimento da descolonização.
Segundo o declarado pelo Partido, "tendo presente a sabotagem económica do grande capital e dos agrários e a sua conspiração permanente contra a nova situação democrática, o Congresso reafirmou que a liquidação do poder económico dos monopólios e dos latifúndios era uma medida indispensável para a defesa da liberdade e a construção da democracia."
O Comité Central, apresentado ao Congresso, era então composto por 23 membros efetivos e 13 suplentes.
A Rádio Portugal Livre encerrou a sua atividade em fins de Outubro de 1974, após a realização do Congresso.

### VIII Congresso (1976)
O VIII Congresso realizou-se na FIL, em Lisboa, nos dias 11, 12, 13 e 14 de Novembro de 1976. As Teses haviam sido amplamente discutidas pela organização do Partido, que elegeu 1 282 delegados. O Relatório de Álvaro Cunhal "A Revolução Portuguesa — o passado e o futuro" apresentado ao Congresso analisou de forma desenvolvida o processo da revolução portuguesa e definiu as linhas fundamentais a desenvolver em defesa das conquistas revolucionárias.
O Congresso acentuou que a consolidação da democracia, a melhoria das condições de vida do povo, a solução dos graves problemas económicos e financeiros, a salvaguarda da independência nacional exigiam uma política baseada no integral respeito pelas transformações económicas e sociais realizadas pela revolução.
Pela primeira vez na legalidade, procedeu-se à eleição do Comité Central constituído por 54 membros efetivos e 36 suplentes.

### IX Congresso (1979)
O IX Congresso realizou-se nos dias 31 de Maio e 1, 2 e 3 de Junho de 1979, no Pavilhão da Quimigal, no Barreiro, e analisou três anos de complexas batalhas em defesa das conquistas da revolução. Participaram no Congresso 1642 delegados.
Segundo o Partido, "face à ofensiva da política de recuperação capitalista, agrária e imperialista, o Congresso aprovou um conjunto de propostas e linhas de ação indispensáveis para defender a democracia, melhorar as condições de vida do povo, promover a recuperação e o desenvolvimento económico com base nas conquistas de Abril e assegurar a independência nacional".
É criada a Juventude Comunista Portuguesa, a partir da União dos Estudantes Comunistas (UEC) e da União da Juventude Comunista (UJC). Jerónimo de Sousa é eleito para o Comité Central.

### X Congresso (1983)
O X Congresso realizou-se de 15 a 18 de Dezembro de 1983, no Palácio de Cristal, no Porto, com a participação de 2096 delegados.
O Congresso pôs em evidência a existência de uma "política alternativa" capaz de enfrentar a crise e dar soluções para os grandes problemas nacionais.
Como tarefas políticas centrais para cortar o passo ao "avanço do processo contrarrevolucionário", o Congresso apontou a "luta pela demissão do Governo PS/PSD" e a formação de um "Governo Democrático de Salvação Nacional", sublinhando a necessidade de participação do PCP e dos trabalhadores num tal governo. Segundo Cunhal, devem estar nesta fórmula "democratas e patriotas, qualquer que seja a sua filiação partidária". Na resolução política, relativamente à "natureza e estádio da revolução portuguesa" analisa-se que o "processo contrarrevolucionário que se desenvolveu a partir de 1976 assestou sérios golpes nas conquistas democráticas, mas não alterou a etapa (iniciada com a revolução) do desenvolvimento das estruturas económicas, das relações sociais e da vida política". O Governo PS/PSD corresponde à "5ª fase do processo contrarrevolucionário", das "tentativas golpistas" desde o 25 de Abril.

### XI Congresso (Extraordinário) (1986)
O XI Congresso (Extraordinário) realizou-se em 2 de Fevereiro de 1986, na Amadora.
Foi convocado, preparado e realizado em apenas 5 dias para definir a atitude do Partido na 2ª volta das eleições presidenciais.
Para confrontar a candidatura de Freitas do Amaral para Presidente da República, o Congresso considerou imperativo que "os democratas e patriotas" votassem em Mário Soares sem que esse voto significasse apoio a Soares nem à sua política.
De acordo com o Partido, o XI Congresso (Extraordinário) adotou uma decisão que se mostrou decisiva para o desfecho dessas eleições.

### XII Congresso (1988)
O XII Congresso realizou-se de 1 a 4 de Dezembro de 1988, no Palácio de Cristal, no Porto, com a participação de 2090 delegados.
Preparando o Partido para melhor responder aos novos e complexos desafios colocados pela evolução da situação nacional e internacional, segundo o Partido, o XII Congresso aprovou um novo Programa do Partido — "Portugal — Uma democracia avançada no limiar do século XXI" e alterações aos Estatutos no sentido do aprofundamento da democracia interna.

Consagrando com mais desenvolvimento o projeto de socialismo defendido pelo PCP para Portugal, o novo Programa aprovado definiu cinco grandes objetivos para a construção de uma designada "democracia avançada" como parte constituinte da luta pelo socialismo:
- um regime de liberdade no qual o povo decida do seu destino e um Estado democrático, representativo, participado e moderno;
- um desenvolvimento económico assente numa economia mista, moderna e dinâmica, ao serviço do povo e do País;
- uma política social que garanta a melhoria generalizada das condições de vida do povo;
- uma política cultural que assegure o acesso generalizado à livre criação e fruição culturais;

- uma pátria independente e soberana com uma política de paz, amizade e cooperação com todos os povos.

### XIII Congresso (Extraordinário) (1990)
O XIII Congresso Extraordinário realizou-se de 18 a 20 de maio de 1990, no Pavilhão Paz e Amizade, em Loures, com a participação de 2061 delegados.

Segundo o Partido, o Congresso foi convocado para analisar a conjuntura da União Soviética e de outros países socialistas, o "seu significado e consequências na situação internacional, na vida dos trabalhadores e dos povos do mundo e no movimento comunista e operário; o avanço do processo de restauração do capitalismo monopolista em Portugal; o ideal comunista e a identidade do PCP e orientações e medidas para o reforço da sua capacidade de intervenção na nova situação criada pela evolução internacional e nacional". De acordo com o Partido, "valorizando firmemente o património de conquistas das experiências de construção do socialismo", em simultâneo, fez "uma corajosa e desenvolvida análise de causas determinantes do fracasso de um 'modelo' que representou o afastamento dos ideais do socialismo, aprofundou a reflexão sobre a verdadeira natureza e identidade do PCP dando combate a mistificações, deturpações e incompreensões, e reafirmou o conteúdo diferenciado do projeto de democracia e de socialismo defendido pelo PCP e a sua profunda confiança e convicção no valor, atualidade e projeção dos ideais comunistas".

"Em Portugal e no mundo não há avanço, progresso e esperança que não tenha contado com as ideias, o esforço, o sangue e a luta dos comunistas [...] este é o tempo em que proclamamos aos trabalhadores e ao povo que, olhos postos no futuro, sólido e determinante ancorados no presente, realizámos o nosso XIII Congresso e dele saímos com a consciência de havermos cumprido o que aos trabalhadores e ao povo havíamos prometido: renovar, unir e fortalecer um Partido para o nosso tempo, o Partido Comunista Português."

Manifesto aprovado pelo Congresso
O Comité Central procedeu a alterações na composição dos organismos executivos, reelegeu Álvaro Cunhal para Secretário-geral e elegeu Carlos Carvalhas Secretário-Geral Adjunto.

O Partido apontou cinco motivos candentes pelas derrotas no "processo de construção da sociedade socialista" desses países:

1. A troca do poder popular pelo "poder político fortemente centralizado, paternalista, cada vez mais afastado das aspirações, opinião e vontade do povo, subtraindo-se cada vez mais ao controlo popular, tomando decisões de carácter predominantemente administrativo, frequentemente arbitrário e repressivo".
2. A limitação da democracia política nesses países, "[a] democracia política veio a sofrer graves limitações não apenas no que respeita ao exercício do poder, mas no que respeita a liberdades e direitos dos cidadãos, à democraticidade das eleições, ao direito de associação, ao direito de informação, ao respeito pelo valor e intervenção do indivíduo, à afirmação da opinião diversificada. Acentuou-se progressivamente em alguns países o carácter repressivo do Estado, a infração da legalidade, a ausência ou inoperância de mecanismos de controlo do uso do poder, o definhamento da participação de massas e o estiolamento da sua criatividade".
3. A "centralização excessiva da propriedade estatal" que levou à "violação do princípio do socialismo 'de cada um segundo as suas capacidades a cada um segundo o seu trabalho'" e que causou com que a "produção [fosse] decidida sem ter em conta as exigências quantitativas e qualitativas do mercado", nem as necessidades e exigências do consumidor.
4. Uma das "graves deformações produzidas em nome do socialismo" foi o "desenvolvimento do culto da personalidade", que unicamente causou uma "intervenção dirigista omnipresente do Partido em todas as instâncias do Estado".
5. A a "dogmatização e instrumentalização do marxismo-leninismo para 'justificar práticas ultrapassadas, aberrantes'".

E fechou declarando que estes cincos motivos podem "comprometer e poder conduzir à derrota a construção da sociedade socialista".

### XIV Congresso (1992)
O XIV Congresso realizou-se em 4, 5 e 6 de Dezembro de 1992, no Pavilhão "Cidade de Almada", em Almada, com a participação de 1737 delegados, num quadro internacional marcado pelo desaparecimento da URSS e as derrotas do socialismo nos países do leste da Europa e num quadro nacional marcado pela segunda maioria absoluta do PSD e pelo prosseguimento da política de direita.
O XIV Congresso aprovou alterações ao Programa e aos Estatutos do Partido, e confirmou o papel do PCP na dinamização da ação política e da luta que, segundo o Partido, três anos mais tarde iria pôr fim a uma década de cavaquismo. O Comité Central eleito no Congresso elegeu Álvaro Cunhal para Presidente do Conselho Nacional e Carlos Carvalhas para Secretário-geral do Partido. Álvaro Cunhal deixa assim a liderança do Partido.
Jerónimo de Sousa passa a ser membro da Comissão Política do PCP.

### XV Congresso (1996)
O XV Congresso realizou-se em 6, 7 e 8 de Dezembro de 1996, no Pavilhão Rosa Mota, no Porto, com a participação de 1655 delegados.

De acordo com o Partido,
"O XV Congresso analisou em profundidade os aspetos fundamentais da evolução da situação internacional e nacional dos últimos quatro anos e debateu os desafios colocados à sua intervenção no futuro próximo.

A par de uma sólida e renovada vinculação à identidade e aos ideais comunistas que estruturam a razão de ser e o património da luta do PCP, o XV Congresso traçou importantes orientações e linhas de trabalho no caminho para um PCP mais forte na passagem para o século XXI, para a sua crescente afirmação como polo aglutinador da esquerda e de uma alternativa democrática à política de direita antes imposta pelo Governo do PSD e desde 1995 promovida pelo Governo do PS, e para um novo caminho na afirmação do seu projeto de democracia e socialismo para Portugal"
O Conselho Nacional deixa de existir e Álvaro Cunhal passou a ser unicamente membro do Comité Central, passando a fazer palestras e usando-as também para combater os "renovadores".

### XVI Congresso (2000)
O XVI Congresso do PCP realizou-se nos dias 8, 9 e 10 de dezembro de 2000, no Pavilhão Atlântico (Altice Arena), em Lisboa, numa época onde os "renovadores" estavam com vigor, no qual Álvaro Cunhal não participa por problemas de saúde. No entanto, mandou uma mensagem aos delegados, onde defende o Marxismo-Leninismo, o centralismo democrático e impede quaisquer mudanças substâncias ao Partido — foi lida pelo ator Morais e Castro.
O líder histórico do PCP reafirmou a importância do marxismo-leninismo na vida do Partido, numa mensagem dirigida ao XVI Congresso, que segundo o Jornal Público, suscitou grande entusiasmo entre os cerca de 1700 delegados presentes.
Na sua mensagem, Cunhal disse esperar que este congresso confirme que o PCP "é e continuará a ser um grande Partido comunista, digno desse nome". O discurso de Cunhal foi constantemente aplaudido pelos militantes presentes no Pavilhão Atlântico, em Lisboa, constituindo a sua leitura o momento mais alto deste Congresso. Cunhal sublinhou ainda que a preparação do congresso foi marcada por "uma das mais violentas campanhas anticomunistas de todos os tempos" e criticou a comunicação social, que diz ter sido a "tribuna daqueles, incluindo membros do partidos, que querem que o PCP deixe de ser o que é", numa clara alusão aos chamados militantes renovadores.

### XVII Congresso (2004)
O XVII Congresso do PCP, que sob o lema "Com o PCP Democracia e Socialismo num Portugal com Futuro", teve lugar nos dias 26, 27 e 28 de Novembro de 2004, na cidade de Almada. Jerónimo de Sousa, que figura nos ficheiros do PCP como "operário metalúrgico", é eleito secretário-geral do Partido, sucedendo a Carlos Carvalhas. Segundo o Público, Jerónimo de Sousa é conotado com a ala "ortodoxa" do PCP, fiel à orientação marxista-leninista traçada pelo núcleo duro Partido. Ao discursar no Congresso, horas antes de ser consagrado como líder, Jerónimo de Sousa reiterou a identidade operária do PCP e aconselhou os críticos que pretendem "a descaracterização do Partido" a pôr "as barbas de molho". Foi aplaudido de pé durante cinco minutos.
Álvaro Cunhal não esteve presente no Congresso, e enviou uma mensagem aos delegados e convidados, que foi recebida entusiasticamente pelos presentes, que aplaudiram de pé durante largos minutos.

"Queridos camaradas delegados e convidados ao XVII Congresso do PCP:
Por razões de idade e saúde não me é possível participar nos trabalhos do Congresso. Permitam-me que vos saúde e expresse a minha confiança em que as decisões do Congresso, em todos seus aspectos, constituirão uma importante vitória e um grande incentivo à continuação da luta do Partido e do povo português.
Vitória do Partido que é por si mesma uma vitória da classe operária, das massas trabalhadoras, dos intelectuais, da juventude (em particular da JCP [Juventude Comunista Portuguesa]), das mulheres e de todas as outras forças progressistas.
É pois com sã alegria comunista e redobrada confiança no futuro do Partido, que transmito ao Congresso, um vibrante: Viva o marxismo-leninismo!"

Mensagem de Álvaro Cunhal enviada ao XVII Congresso.
Álvaro Cunhal faleceu a 13 de Junho de 2005, aos 91 anos, em Lisboa. No seu funeral, a 15 de junho, participaram mais de 250 000 pessoas.

### XVIII Congresso (2008)

Fotografia do XVIII Congresso do PCP

O XVIII Congresso do PCP realizou-se em Lisboa, a 29, 30 e 1 de Dezembro de 2008, sob o lema "Por Abril, Pelo Socialismo, um PCP mais forte". Jerónimo de Sousa é reeleito por unanimidade secretário-geral do PCP.
O XVIII Congresso analisou a actividade do Partido desde o XVII Congresso (Novembro de 2004), a evolução do país e do mundo, aprovou a Resolução Política (com uma abstenção), que consubstancia as orientações para a actividade e intervenção do Partido, e elegeu o novo Comité Central.

### XIX Congresso (2012)

Fotografia do XIX Congresso do PCP

O XIX Congresso do PCP, com o lema "Democracia e Socialismo — Os valores de Abril no futuro de Portugal", realizado em Almada, nos dias 30 de Novembro, 1 e 2 de Dezembro de 2012, procedeu à análise da actividade do Partido entre o XVIII e o XIX Congressos e discutiu e aprovou alterações ao Programa do Partido e alterações aos Estatutos daí decorrentes. Discutiu e aprovou a Resolução Política e elegeu o novo Comité Central. Estiveram presentes 1250 delegados.
As alterações ao Programa aprovadas introduzem actualizações consideradas importantes pelo Partido e consagram a sua nova denominação: "Uma Democracia Avançada — Os Valores de Abril no Futuro de Portugal". É colocada a rutura com a troika como "questão central" e "condição determinante" para construir uma alternativa de esquerda, processo que passa ainda pela "denúncia das responsabilidades do PS" e pela "convergência e cooperação" com outras "forças e setores".
Para o PCP, na construção da alternativa política de esquerda é determinante o alargamento da "luta de massas".
Jerónimo de Sousa defendeu, uma vez mais, o derrube do Governo de PSD e CDS-PP e da sua "política de desastre nacional". Reafirmou também que os comunistas não rejeitam o "diálogo" com outras forças partidárias, mas colocou de parte qualquer revisão de valores fundamentais do Partido Comunista. Também reeditou as críticas à "política de direita" do Partido Socialista. Brevemente, Jerónimo de Sousa diz que "o combate mais imediato e urgente" é "contra a política de desastre nacional e o seu executor, o governo PSD-CDS".
A 4 de outubro de 2015, realizaram-se eleições legislativas. A coligação entre o PSD e o CDS-PP, a PáF, obteve 36,83 por cento dos votos, e o PS 32,38 por cento. Deu-se um acordo insólito entre o PS, o BE, que obteve 10,22 por cento, e a CDU (PCP e Verdes), que obteve 8,23 por cento. O PS formou governo com o apoio destes últimos partidos, baseando-se em posições partilhadas.

### XX Congresso (2016)
O XX Congresso realizou-se no Pavilhão Municipal dos Desportos — Cidade de Almada, nos dias 2, 3 e 4 de Dezembro, sob o lema "PCP — Com os Trabalhadores e o Povo Democracia e Socialismo". O congresso analisou a actividade do Partido desde o XIX Congresso, a evolução do país e do mundo e aprovou a Resolução Política (por unanimidade), onde estão definidas as orientações para a actividade do Partido na actual fase da vida nacional, "na luta pela ruptura com a política de direita e por uma política patriótica e de esquerda no quadro da situação internacional marcada pela crise estrutural do capitalismo".

### XXI Congresso (2020)

Logo do XXI Congresso do PCP

O XXI Congresso do PCP realizou-se nos dias 27, 28 e 29 de Novembro de 2020 no Pavilhão Paz e Amizade, em Loures, sob o lema "Organizar, Lutar, Avançar — Democracia e Socialismo". O congresso realizou-se com metade dos delegados devido à pandemia de COVID-19, isto é, 611 em 1.200 registados em 2016. Nenhuma delegação estrangeira esteve presente. Deu-se um dia depois de a abstenção do Partido ter ajudado a viabilizar o Orçamento do Estado para 2021.

Fotografia do XXI Congresso do PCP

O novo Comité Central do PCP foi eleito com 98.5% de aprovação. A lista era composta por 129 nomes, 19 deles estreantes, registando-se a saída de 33 membros, entre eles o ex-deputado Agostinho Lopes, o antigo líder da Confederação Geral dos Trabalhadores Portugueses — Intersindical Nacional, Arménio Carlos, e Carlos Carvalhas, antecessor de Jerónimo de Sousa. Jerónimo de Sousa foi eleito secretário-geral do PCP pela quinta vez pelo Comité Central do Partido. O candidato às eleições presidenciais portuguesas de 2021, João Ferreira, é um dos cinco novos nomes da Comissão Política do PCP, órgão que foi eleito por maioria com apenas uma abstenção, e do qual sai Carlos Gonçalves.

Jerónimo de Sousa a discursar no XXI Congresso do PCP

Jerónimo de Sousa criticou o Partido Socialista e as "décadas de política de direita". Depois de anunciar as adesões ao PCP de 1 500 novos militantes, disse que as admissões não cobriram as saídas. No discurso que encerrou o XXI Congresso, Jerónimo de Sousa sublinhou que a alternativa política "não é possível só com o PCP, mas também não será possível sem o PCP".

## Estatutos

### Princípios políticos

Autocolante do PCP "Pela Democracia — Rumo ao Socialismo"

Os estatutos mais recentes do PCP, aprovados no XIX Congresso, definem-no como o "Partido político do proletariado, o Partido da classe operária e de todos os trabalhadores portugueses", e como a sua vanguarda. Este papel de vanguarda do Partido, segundo os estatutos, "decorre da sua natureza de classe, do acerto das suas análises e da sua orientação política, do projecto de uma nova sociedade, da coerência entre os princípios e a prática e da capacidade de organizar e dirigir a luta popular em ligação permanente, estreita e indissolúvel com as massas, mobilizando-as e ganhando o seu apoio".
Segundo os estatutos do Partido, no PCP estão organizados os operários, os empregados, os pequenos e médios agricultores, os intelectuais e quadros técnicos, pequenos e médios comerciantes e industriais, homens e mulheres, "que lutam contra a exploração e a opressão capitalistas, pela democracia, pelo socialismo e o comunismo".

O Partido tem como base teórica o Marxismo-Leninismo, definindo sucintamente como:
"Concepção materialista e dialéctica do mundo, instrumento científico de análise da realidade e guia para a acção que constantemente se enriquece e se renova dando resposta aos novos fenómenos, situações, processos e tendências de desenvolvimento. Em ligação com a prática e com o incessante progresso dos conhecimentos, esta concepção do mundo é necessariamente criadora e, por isso, contrária à dogmatização assim como à revisão oportunista dos seus princípios e conceitos fundamentais".
Nos estatutos, o Partido Comunista considera "indissociáveis e complementares as suas tarefas nacionais e os seus deveres internacionalistas". Orienta os seus membros e a sua actividade:
"No espírito do internacionalismo proletário, da cooperação entre os partidos comunistas e entre as forças revolucionárias e progressistas, da solidariedade para com os trabalhadores dos outros países e para com os povos em luta contra a exploração e a opressão política, social e nacional, contra o imperialismo, o colonialismo e o neocolonialismo, o racismo, a xenofobia e o fascismo — pela liberdade, a democracia, o progresso social, a independência nacional, a paz e o socialismo".
O Partido tem como objetivo supremo a construção do socialismo e do comunismo em Portugal, "que permitirão pôr fim à exploração do homem pelo homem e assegurar ao povo português o efectivo poder político, o bem estar, a cultura, a igualdade de direitos dos cidadãos e o respeito pela pessoa humana, a liberdade e a paz". Assim, a "ação e a identidade do Partido são inseparáveis destes objetivos e do ideal comunista".

#### Democracia Avançada
O programa aprovado no VI Congresso do PCP define a sua luta por uma "democracia avançada — os valores de Abril no futuro de Portugal, simultaneamente política, económica, social e cultural", e aponta cinco componentes ou objectivos fundamentais:
- um regime de liberdade no qual o povo decida do seu destino e um Estado democrático, representativo, participado e moderno;
- o desenvolvimento económico assente numa economia mista, moderna e dinâmica, liberta do domínio dos monopólios, ao serviço do povo e do País;
- uma política social que garanta a melhoria das condições de vida dos trabalhadores e do povo;
- uma política cultural que assegure o acesso generalizado à livre criação e fruição culturais;

- uma pátria independente e soberana com uma política de paz, amizade e cooperação com todos os povos.
O Partido afirma que a unidade dos trabalhadores é indispensável para aprofundar a democracia e construir o socialismo.

### Organização interna
O princípio de organização interna e o funcionamento do Partido, sendo este marxista-leninista, assentam no centralismo democrático.
Princípios Orgânicos
O Partido define os seus princípios orgânicos fundamentais em 8 pontos:
a) a eleição dos organismos dirigentes do Partido, da base ao topo, e o direito de destituição de qualquer eleito pelo colectivo que o elegeu;
b) a obrigatoriedade de os organismos dirigentes prestarem regularmente contas da sua actividade às organizações respectivas e considerarem atentamente as opiniões e críticas que estas exprimam como contribuição para a sua própria reflexão e respectivas decisões e melhorar o funcionamento colectivo;
c) o carácter vinculativo para todos os organismos das decisões dos organismos de responsabilidade superior tomadas no âmbito das respectivas atribuições e competências e a obrigatoriedade de todos os organismos prestarem contas da sua actividade aos organismos de responsabilidade superior;
d) a livre expressão das opiniões e a sua atenta consideração e debate, procurando que, no trabalho, na reflexão, decisão e acção colectivas dos organismos e organizações do Partido, participe o maior número possível de membros e sejam inseridos os contributos individuais;
e) o cumprimento por todos das decisões tomadas por consenso ou maioria;
f) o trabalho colectivo e a direcção colectiva;
g) o poder de decisão e a mais ampla iniciativa de todas as organizações do Partido na sua esfera de acção, no quadro dos princípios estatutários, da linha política do Partido e das resoluções dos organismos de responsabilidade superior;

h) o cumprimento das disposições estatutárias por todos os membros do Partido e a não admissão de fracções — entendidas como a formação de grupos ou tendências organizadas — que desenvolvam actividades em torno de iniciativas, propostas ou plataformas políticas próprias.
Segundo os estatutos, devem ser combatidas tendências centralistas, "que diminuam a capacidade de iniciativa de organismos de responsabilidade inferior", assim como tendências sectorialistas, "que prejudiquem a unidade de acção, a eficácia e interesses mais gerais e superiores do Partido". A estimulação e a promoção da discussão franca e livre, a garantia do direito de discordar, criticar, e propor, "são as condições para o desenvolvimento da atividade partidária, para o estabelecimento da unidade de pensamento e ação de todo o Partido, para a existência de uma consciente e voluntária disciplina". Ao orientar os seus membros "no respeito pelas opiniões e decisões colectivas, estimula e valoriza o estudo, a reflexão, intervenção e contribuição de cada um" o Partido posiciona-se combatendo, "a todos os níveis, o trabalho individualista, a imodéstia, a sobreposição da opinião e decisão pessoal à opinião do colectivo, a fuga a prestar contas da própria actividade, o autoritarismo, o dirigismo e o culto da personalidade". Segundo o mesmo, a responsabilidade colectiva de direção não elimina, antes pressupõe, a responsabilidade individual e a iniciativa de cada membro. No artigo 22, é estabelecido que crítica e a autocrítica devem ser estimuladas e praticadas em todos os organismos e organizações do Partido como método de aperfeiçoar o trabalho, vencer as deficiências, corrigir os erros, formar os militantes e reforçar o colectivo.

### Órgãos superiores do Partido
Os órgãos superiores do Partido à escala nacional são o Congresso, o Comité Central e seus organismos executivos e a Comissão Central de Controlo.
Congresso
O Congresso é o órgão supremo do Partido, que é constituído por delegações dos órgãos eleitos pelo Comité Central e pela da Direção Nacional da Juventude Comunista Portuguesa, assim como outros "delegados por inerência a partir de critérios definidos pelo Comité Central, em número limitado, não superior a 2% do total de delegados". É realizado a cada 4 anos, salvo circunstâncias excepcionais, por deliberação do Comité Central, incumbente da convocação e a organização de todos os Congressos.

Concluindo o debate obrigatoriamente realizado em todo o Partido na fase preparatória, compete aos Congressos ordinários:
a) aprovar o seu regulamento, eleger a Presidência e outros órgãos do Congresso e aprovar a ordem de trabalhos;
b) apreciar os relatórios e propostas do Comité Central e propostas apresentadas pelos delegados nos termos do regulamento, adoptando as resoluções correspondentes;
c) confirmar, aprovar ou modificar o Programa e os Estatutos do Partido;
d) estabelecer a linha política do Partido e tomar todas as deliberações que entenda necessárias respeitantes à vida do Partido, à sua orientação e organização;

e) eleger o Comité Central do Partido, na base da proposta feita pelo Comité Central cessante, que os delegados apreciarão, podendo fazer propostas nos termos do regulamento aprovado pelo Congresso.
Ao elaborar a proposta de composição do Comité Central a eleger pelos delegados do Congresso, o Comité Central procede a uma auscultação sobre os quadros, nomeadamente junto dos organismos de direção das Organizações Regionais ou Distritais, de grandes setores e de outras organizações.
Comité Central
A função do Comité Central é dirigir a atividade do Partido no intervalo dos Congressos, traçando, de acordo com a orientação e resoluções dos Congressos, a orientação superior do trabalho político, ideológico e de organização do Partido. O Comité Central realiza as suas reuniões com intervalos quanto possível regulares, não superiores em regra a 4 meses, sendo as reuniões convocadas normalmente por qualquer dos seus organismos executivos ou, excepcionalmente, nos termos que o Comité Central decidir. O Comité Central pode convidar outros membros do Partido a participar no todo ou em parte das suas reuniões, sem direito a voto. É incumbência do Comité Central eleger, de entre os seus membros, o Secretário-Geral do Partido, assim como a Comissão Política do Comité Central, o Secretariado do Comité Central, e a Comissão Central de Controlo.
Comissão Política do Comité Central
As funções da Comissão Política do Comité Central são a direção política do Partido no intervalo das reuniões do Comité Central e assegurar diretamente o controlo de organizações regionais e de outros grandes sectores da organização e da actividade do Partido.
Secretariado do Comité Central
As funções do Secretariado do Comité Central são orientar e dirigir o trabalho diário, distribuir os quadros e assegurar o controlo de execução das tarefas indicadas pelo Comité Central.
Comissão Central de Controlo
As funções da Comissão Central de Controlo são a fiscalização das contas e da legalidade estatutária das atividades do Partido, e a intervenção como instância de recurso de qualquer organismo ou militante.

### Estrutura orgânica intermédia do Partido
Assembleia
A Assembleia é o órgão supremo de cada uma das organizações regionais, distritais, concelhias, de freguesia, locais, de zona, de classe profissional, de sector, bem como das organizações de ilha nas Regiões Autónomas. Esta é constituída por representantes das respetivas organizações eleitos por estas e, por inerência, os membros do respetivo organismo de direção, e compete-a aprovar o seu regulamento, analisar a atividade realizada, definir a orientação para a atividade futura e eleger a respetiva direção.
A Assembleia é convocada e organizada pelo organismo dirigente da respetiva organização, que estabelece as normas de representação e o projeto de regulamento, e deve realizar-se com regularidade, não ultrapassando o intervalo máximo indicado para o Congresso. Podem realizar-se Assembleias extraordinárias por decisão e convocatória do organismo dirigente, que definirá os seus objetivos. Em situações anormais, a Assembleia pode ser convocada por organismos de responsabilidade superior.
O Comité Central e os seus organismos executivos, assim como as Direções das Organizações Regionais (D.O.R.s) ou Distritais no âmbito da sua esfera de ação, podem decidir a formação de estruturas não coincidentes com a divisão administrativa do País e com os escalões regulares da organização, nomeadamente, relativas a frentes de trabalho e a formas temporárias ou estáveis de coordenação (células de uma mesma empresa, organizações de um mesmo sector ou outras) definindo as suas funções, as competências e os organismos a que ficam subordinadas.
Além das reuniões normais dos organismos, constituem formas de funcionamento das organizações os Plenários, os Encontros de Quadros e outras. Os organismos dirigentes dos vários níveis podem criar comissões de trabalho, permanentes ou não, que estimulem a participação dos membros do Partido, com o objetivo de tratar de aspetos da atividade partidária e de iniciativas ou de estudar questões especializadas.

### Organizações de base do Partido
Células
A célula é a organização de base do Partido, a qual o Partido considera ser "seu alicerce e o elo fundamental da ligação do Partido com a classe operária, com os trabalhadores, com as massas populares, é o suporte partidário essencial para promover, orientar e desenvolver a luta e a ação de massas". A célula é constituída pelo conjunto de membros do Partido, num mínimo de três, organizados nas empresas e outros locais de trabalho, em locais de residência, em sectores socioprofissionais e nas mais diversas áreas de atividade administrativa, sociocultural e outras.
A Assembleia é o órgão superior da célula e aprecia o balanço da atividade desta, define a orientação e elege o Secretariado da célula. O Secretariado da célula dirige o trabalho da célula e presta regularmente contas da sua atividade à célula, à Assembleia e ao organismo dirigente imediatamente superior.

Ao Secretariado da célula e à própria célula, além dos direitos e deveres gerais, e de competências gerais indicadas que sejam aplicáveis na situação concreta existente, competem particularmente:
a) reunir com regularidade, discutir, divulgar e levar à prática a linha política e a orientação do Partido;
b) manter-se estreitamente ligado às massas e atuar para a sua unidade, mobilização e organização na luta em defesa dos seus interesses;
c) fazer novos recrutamentos para o Partido;
d) promover a leitura e organizar diretamente a difusão do Avante!, de O Militante e de outras publicações do Partido e elaborar e difundir materiais relativos ao âmbito das suas atividades;
e) zelar pelo pagamento regular das quotizações pelos membros da célula e organizar a recolha de fundos para o Partido;
f) contribuir para a definição da linha política do Partido;

g) conhecer a situação dos respetivos sectores e manter informados os organismos de responsabilidade superior dos problemas de interesse para a atividade geral do Partido.
Os membros do Partido residentes no estrangeiro podem criar células e outras formas de organização, de acordo com a situação concreta existente.

### Os eleitos do Partido para Cargos Públicos
Os membros do Partido eleitos para cargos públicos, como a Assembleia da República, Assembleias Legislativas Regionais, órgãos das Autarquias e das Áreas Metropolitanas, Parlamento Europeu e outros órgãos ou instituições, em listas promovidas ou apoiadas pelo Partido conduzem, no exercício dos seus cargos, uma atividade de acordo com a orientação política definida pelo Comité Central e, aos diversos níveis territoriais, pelos organismos dirigentes respetivos, e têm o dever político e moral de prestar contas da sua atividade e manter sempre os seus mandatos à disposição do Partido. Estes são politicamente responsáveis perante o Partido em cujas estruturas organizativas devem estar inseridos, e não devem ser beneficiados nem prejudicados financeiramente por tal facto.
É declarado que no exercício das suas funções e com ampla iniciativa, os membros do Partido eleitos para cargos públicos têm o dever de "empenhar todos os esforços e capacidades na defesa dos interesses do povo, articulando a atividade institucional com a atividade de massas do Partido, e de informar os eleitores da sua atividade".

### Símbolos do Partido
Bandeira

Bandeira Partidária do PCP

Segundo os Estatutos, a bandeira do Partido Comunista Português é um retângulo de tecido vermelho que tem no centro em cor de ouro a foice e o martelo cruzados, sendo um "símbolo histórico do trabalho e da aliança da classe operária e do campesinato"; em cima e à esquerda, debruada em cor de ouro, uma estrela vermelha de cinco pontas, sendo o "símbolo do internacionalismo proletário"; e por baixo da foice e o martelo, bordadas em cor de ouro, as palavras: Partido Comunista Português. Presas ao tecido, no ângulo superior esquerdo, duas fitas com as cores nacionais: uma verde, outra vermelha.
Hino
O hino do Partido é A Internacional.
Outros
Apesar de não estar nos estatutos, a "Carvalhesa", gravada em 1985, acompanhou a atividade política do PCP em sucessivas campanhas eleitorais, na Festa do Avante!, cujos palcos sempre abre e encerra e dos quais se tornou verdadeiramente emblemática. A música Avante Camarada! era explicitamente destinada a ser transmitida pela Rádio Portugal Livre, uma emissora de onda curta que o PCP criou na clandestinidade para fazer chegar a território nacional a sua voz, proibida pelo Estado Novo. O Avante Camarada! é cantado em comícios, congressos, e, segundo a RTP, "sempre que o povo comunista se junta". A letra do Avante Camarada! fala da resistência e da luta do clandestino, da esperança dos que estão prisioneiros ou dos que estão sujeitos à opressão, e da alegria que está para chegar.

## Meios de comunicação do Partido

### JornalAvante!

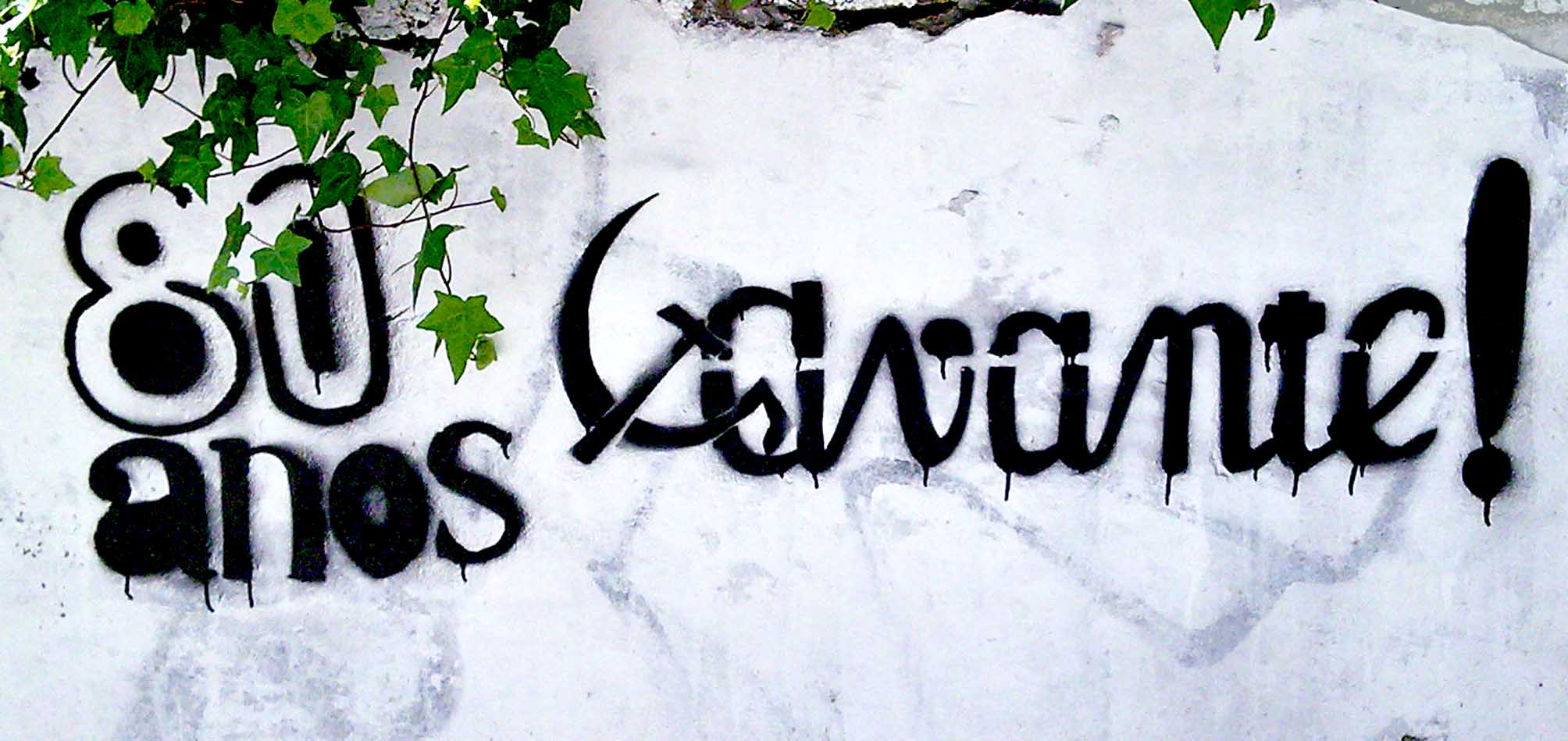
"80 anos Avante!", pintura mural

Estava-se a 15 de fevereiro de 1931 e, dirigindo-se ao "Proletariado de Portugal", saía o primeiro número do Avante!, até hoje órgão central do Partido Comunista Português. Este é o meio de imprensa do Partido dirigido às massas, que se publicará clandestinamente até à queda da ditadura em 1974. O Avante! é o jornal publicado clandestinamente durante mais tempo em todo o mundo. Chegou a sair semanalmente em 1937 e 1938, mas no final dessa década esteve interrompido por mais de dois anos. Em 1941, com a reorganização do PCP que deu ao Partido a dimensão nacional, e até ao derrube da ditadura, o jornal seria publicado todos os meses e durante alguns períodos quinzenalmente.
O Avante! não foi o primeiro jornal do PCP. Logo no ano da fundação do Partido, dez anos antes, em 1921, é lançado "O Comunista". Em 1929 sai "O Proletário". Como outros, estes órgãos tiveram uma vida efémera. Segundo o Partido, "dirigentes naturalmente inexperientes, mal preparados e com fraca formação marxista-leninista — muito influenciados ainda por conceções anarcossindicalistas e oportunistas —, embora determinados e convictos, o PCP debate-se com grandes dificuldades nos primeiros anos de vida". O golpe militar fascista de 28 de Maio de 1926, na véspera do início do II Congresso do Partido, e a imposição da clandestinidade no ano seguinte, agravaram ainda mais as já difíceis condições em que atuava o PCP, tendo tudo isto reflexos na imprensa partidária.
"A voz dos que não têm voz" ou "o jornal que luta pelos explorados contra os exploradores" eram as expressões preferidas do antigo diretor José Casanova para definir o jornal.
Em 2008, ficaram disponíveis na Internet as edições do jornal Avante publicadas durante os anos da clandestinidade. Os jornais abrangem os períodos de 1931 a 1974 e marcam a história comunista de oposição ao fascismo.
Após o 25 de abril, o primeiro Avante! legal, saído a 17 de Maio de 1974, é disputado nas ruas, nas fábricas e no campo e tem um impacto estrondoso, vendendo 500 mil exemplares.
Hoje, o PCP publica semanalmente o Avante!, onde aborda nas suas páginas as análises, posições e propostas do Partido e a atividade das suas organizações. Segundo o Partido, "rompe-se dessa forma com o bloqueio informativo a que os comunistas são votados na generalidade dos órgãos de comunicação social".

Capa de O Militante nas comemorações do 1.º de maio

«Avante! - edição online»

### O Militante
A revista de discussão teórica O Militante é publicada de dois em dois meses. Tanto o Avante! como O Militante são vendidos nas sedes do PCP, sendo que o Avante! também é vendido em bancas. O Partido considera que a imprensa partidária assume um papel insubstituível na sua ação.
Foi relançado na primeira etapa da "reorganização", a partir de julho de 1941.
O Militante, para o Partido, tem um importante contributo na informação e formação política e ideológica, e no tratamento de questões de organização.
«O Militante - edição online»

### EditorialAvante!
Para o Partido, a atividade editorial representa um meio de intervenção de grande valor, que tem de ser defendida num quadro de alteração e agravamento da situação do sector editorial e livreiro no País. É visto como importante alargar a sua promoção, dinamizando a difusão orgânica e militante, com uma linha de ação política, ideológica e cultural e com maior utilização dos meios tecnológicos. Assim sendo, é visto como necessário alargar a ação editorial à edição eletrónica de livros. Para o Partido, importa prosseguir a edição das obras dos clássicos do Marxismo-Leninismo e das Obras Escolhidas de Álvaro Cunhal e outras que acompanhem temas da atualidade. A Editorial Avante! prossegue a sua dinâmica editorial em articulação com a ação partidária.
Algumas das coleções vendidas pela Editorial Avante! incluem a Biblioteca do Marxismo-Leninismo, Biblioteca Avante!, Documentos Políticos do PCP, Cadernos de Iniciação ao Marxismo-Leninismo, Obras Escolhidas de Lénine em 6 Tomos, Álvaro Cunhal — Obras Escolhidas, O Capital — Karl Marx, Obras Escolhidas de Marx e Engels em 3 Tomos, Grandes Biografias, Coleção Confrontos, Para a Crítica da Ideologia Burguesa, Coleção Confrontos, Caminhos da Revolução, entre outros.
«Edições «Avante!» - catálogo online»

### Outros
O Partido Comunista Português tornou público o seu sítio na internet a 6 de março de 1996.
Durante a campanha para as eleições legislativas de 2005, o Partido Comunista criou uma transmissão de rádio no seu site e um fórum de discussão, sendo o primeiro Partido português a usar ativamente a internet numa campanha eleitoral. Após o último Congresso, os estatutos mudaram e o Partido considera agora o seu site oficial um meio de comunicação oficial, e é atualizado regularmente. A transmissão de rádio passou a ser uma estação de rádio online chamada Comunic. Emite entrevistas temáticas com membros do PCP, música e propaganda.
A imprensa do Partido inclui também o boletim Emigração, destinado à grande comunidade emigratória Portuguesa, e a revista Portugal e a UE, dirigida pelos deputados do Partido no Parlamento Europeu, que fornece informações relacionadas com as políticas Europeias e o grupo Esquerda Unitária Europeia — Esquerda Verde Nórdica.
As principais campanhas e lutas do Partido Comunista são apoiadas por uma distribuição maciça de panfletos e pósteres em pontos importantes, como estações de comboios, fábricas, universidades, avenidas principais e mercados. Os spots publicitários gratuitos que a lei Portuguesa concede aos partidos, tanto em tempo de campanha como fora dela, são usados pelo PCP para promover as suas iniciativas e campanhas políticas.
No site da Organização Regional de Lisboa estão publicados vários textos de "Estudo/Reflexão", incluindo as obras de autores como Lénine, Marx e Engels.
- «Emigração - edição online»
- «Organização Regional de Lisboa - edição online»

## Juventude Comunista Portuguesa

Logo da Juventude Comunista Portuguesa

A 10 de Novembro de 1979 é fundada a Juventude Comunista Portuguesa (JCP), resultante da fusão da União da Juventude Comunista (UJC), que agregava jovens trabalhadores, com a União de Estudantes Comunistas (UEC).

É denominada como sendo a única organização partidária de juventude que contraria o atual sistema, assumindo-se, "pelos seus objetivos, propostas e ação no desenvolvimento do movimento das lutas juvenis, como a organização revolucionária da juventude".

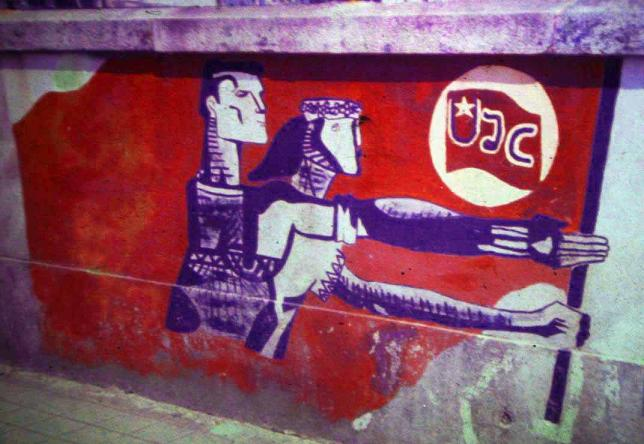
"União dos Jovens Comunistas" (UJC), pintura mural

O Partido considera sua tarefa aprofundar a sua ligação e influência na juventude, reforçando a sua atividade entre os jovens, "defendendo os seus interesses e direitos, lutando pela concretização das suas aspirações, estimulando o desenvolvimento do movimento e da luta juvenis", contribuindo para a dinamização, fortalecimento orgânico, político e ideológico da Juventude Comunista Portuguesa e promovendo o constante rejuvenescimento do Partido.
A JCP portadora das tradições revolucionárias e da heroica história de luta de gerações e gerações de jovens comunistas, contra o fascismo, contra o imperialismo e mais tarde pela revolução de Abril, orienta a sua ação tendo como base teórica o marxismo-leninismo, conceção materialista e dialética do mundo.
A JCP orienta os seus membros e a sua atividade no espírito do internacionalismo proletário, da cooperação entre as organizações de jovens comunistas e entre as forças juvenis revolucionárias e progressistas, da solidariedade para com os trabalhadores e a juventude dos outros países e para com os povos em luta contra a exploração e a opressão política, social, contra o imperialismo, o colonialismo e o neocolonialismo, o racismo, a xenofobia e o fascismo — pela liberdade, a democracia, o progresso social, a independência nacional, a paz e o socialismo.
Na JCP os jovens trabalham e lutam ao lado do povo português, ao lado da classe operária e de todos os trabalhadores, com o Partido Comunista Português, formando-se, no espírito de dedicação ao povo e ao país e contribuindo para a construção de uma democracia avançada em Portugal e por uma nova sociedade a construir com o povo, onde não haja lugar à exploração do Homem pelo Homem, onde seja possível a plena concretização dos direitos e aspirações juvenis e em que a vida tenha os mais vastos horizontes de realização individual e coletiva — o Socialismo e o Comunismo.
- «Site Oficial da JCP»

## Festa do Avante!

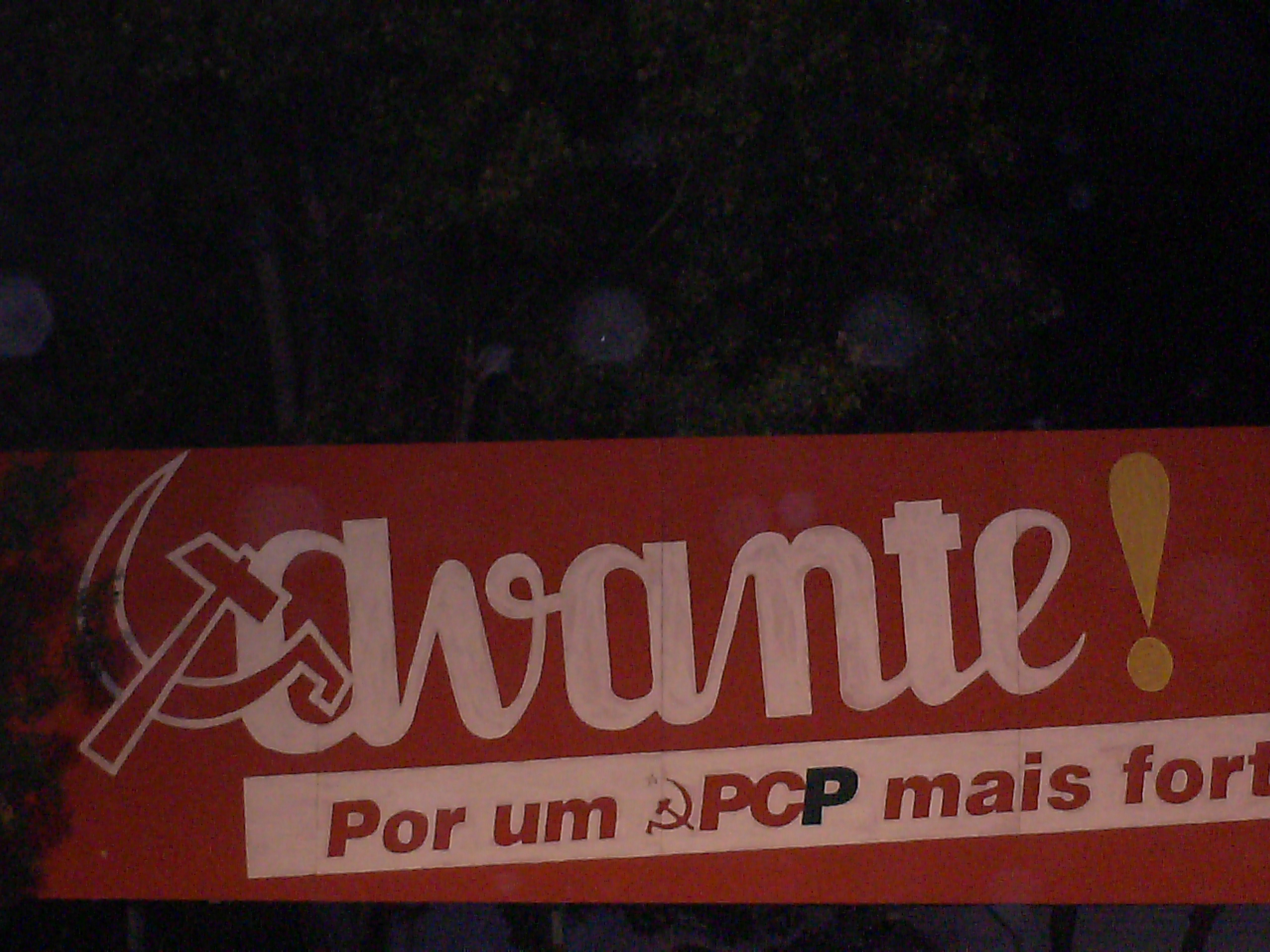
Cartaz da "Festa do Avante!", 2009

Todos os anos, no primeiro fim-de-semana de Setembro, o PCP organiza a Festa do Avante!. Após ter tido lugar em diferentes localizações em torno de Lisboa, como a Feira Internacional de Lisboa (FIL), Ajuda e Loures, realiza-se agora na Amora, freguesia do concelho do Seixal, num terreno adquirido pelo Partido Comunista [carece de fontes?]. [carece de fontes?]
Desde 1976, a Festa do Avante! realizou-se em cinco lugares diferentes: em 1976, nos pavilhões da FIL, na Junqueira; em 1977 e 1978, nos terrenos do hipódromo do complexo desportivo do Estádio Nacional, no Jamor; de 1979 a 1986 no Parque de Monsanto, no Casalinho da Ajuda; em 1988 e 1989 em Loures e, desde 1990, na Quinta da Atalaia, no concelho do Seixal. Segundo a imprensa partidária, é a maior iniciativa político-cultural nacional.
Os eventos propriamente ditos consistem em três dias de música, com centenas de bandas portuguesas e estrangeiras distribuídas por cinco palcos: étnico, gastronómico, debates, feira do livro e da música, teatro (Avanteatro), e eventos desportivos. Vários partidos comunistas estrangeiros participam também no festival.
Artistas famosos actuaram já no festival, portugueses e estrangeiros. São exemplo Chico Buarque, Baden Powell, Ivan Lins, Zeca Afonso, Buffy Sainte-Marie, Holly Near, Johnny Clegg, Charlie Haden, Judy Collins, Richie Havens, Ska-p, Tom Paxton, The Soviet Circus Company, the Kuban Cossacks Choir, Dexys Midnight Runners, The Band, Hevia, Brigada Victor Jara, Adriano Correia de Oliveira, Carlos Paredes, Jorge Palma, David Fonseca, Manoel de Oliveira, Clã, Teresa Salgueiro, Maria João e Mário Laginha e muitos outros.
As preparações para o festival começam logo após o fim do festival anterior. Centenas de membros e apoiantes do Partido, voluntariam-se para a árdua tarefa de construir uma pequena cidade em poucos meses.
- «Site oficial da Festa do Avante!.»
- «Lista de artistas presentes nas 28 edições da Festa do Avante!.»

## Secretários-gerais
- Período sem secretário-geral (1921–1923)
- José de Sousa (1923)[354]
- Período sem secretário-geral (1923)
- José Carlos Rates (1923–1926)
- Período sem secretário-geral (1926–1929)
- Bento Gonçalves (1929–1942)
- Período sem secretário-geral (1942–1961)
- Álvaro Cunhal (1961–1992)
- Carlos Carvalhas (1992–2004)
- Jerónimo de Sousa (2004–2022)
- Paulo Raimundo (2022–presente)

## Presidentes do Grupo Parlamentar
| Legislatura             | Data da eleição         | Grupo Parlamentar | Líder             | Período       |
| ----------------------- | ----------------------- | ----------------- | ----------------- | ------------- |
| Assembleia Constituinte | 25 de abril de 1975     | 30 / 250          | Octávio Pato      | 1975–1976     |
| I Legislatura           | 25 de abril de 1976     | 40 / 263          | Carlos Brito      | 1976–1980     |
| I Legislatura           | 2 de dezembro de 1979   | 44 / 250          | Carlos Brito      | 1976–1980     |
| II Legislatura          | 5 de outubro de 1980    | 39 / 250          | Carlos Brito      | 1980–1983     |
| III Legislatura         | 25 de abril de 1983     | 41 / 250          | Carlos Brito      | 1983–1985     |
| IV Legislatura          | 6 de outubro de 1985    | 35 / 250          | Carlos Brito      | 1985–1987     |
| V Legislatura           | 19 de julho de 1987     | 29 / 250          | Carlos Brito      | 1987–1991     |
| VI Legislatura          | 6 de outubro de 1991    | 15 / 230          | Carlos Carvalhas  | 1991–1992     |
| VI Legislatura          | 6 de outubro de 1991    | 15 / 230          | Octávio Teixeira  | 1992–1995     |
| VII Legislatura         | 1 de outubro de 1995    | 13 / 230          | Octávio Teixeira  | 1995–1999     |
| VIII Legislatura        | 10 de outubro de 1999   | 15 / 230          | Octávio Teixeira  | 1999–2001     |
| VIII Legislatura        | 10 de outubro de 1999   | 15 / 230          | Bernardino Soares | 2001–2002     |
| IX Legislatura          | 17 de março de 2002     | 10 / 230          | Bernardino Soares | 2002–2005     |
| X Legislatura           | 20 de fevereiro de 2005 | 12 / 230          | Bernardino Soares | 2005–2009     |
| XI Legislatura          | 27 de setembro de 2009  | 13 / 230          | Bernardino Soares | 2009–2011     |
| XII Legislatura         | 5 de junho de 2011      | 14 / 230          | Bernardino Soares | 2011–2013     |
| XII Legislatura         | 5 de junho de 2011      | 14 / 230          | João Oliveira     | 2013–2015     |
| XIII Legislatura        | 4 de outubro de 2015    | 15 / 230          | João Oliveira     | 2015–2019     |
| XIV Legislatura         | 6 de outubro de 2019    | 10 / 230          | João Oliveira     | 2019–2022     |
| XV Legislatura          | 30 de janeiro de 2022   | 6 / 230           | Paula Santos      | 2022–2024     |
| XVI Legislatura         | 10 de março de 2024     | 4 / 230           | Paula Santos      | 2024–2025     |
| XVII Legislatura        | 18 de maio de 2025      | 3 / 230           | Paula Santos      | 2025–presente |

## Deputados do PCP

### Assembleia da República
XVI Legislatura (2025–presente)
O Grupo Parlamentar do PCP na XVII Legislatura é composto por 3 deputados:
Círculo de Lisboa
- Paulo Raimundo

Círculo de Porto
- Alfredo Maia

Círculo de Setúbal
- Paula Santos (líder do Grupo Parlamentar)

XVI Legislatura (2024–2025)
O Grupo Parlamentar do PCP na XVI Legislatura foi composto por 4 deputados:
Círculo de Lisboa
- Paulo Raimundo, substituído temporariamente em 2024 por Tânia Mateus
- António Filipe

Círculo de Porto
- Alfredo Maia

Círculo de Setúbal
- Paula Santos (líder do Grupo Parlamentar)

XV Legislatura (2022–2024)
O Grupo Parlamentar do PCP na XV Legislatura foi composto por 6 deputados:
Círculo de Beja
- João Dias

Círculo de Lisboa
- Jerónimo de Sousa, substituído em 2022 por Duarte Alves
- Alma Rivera

Círculo de Porto
- Diana Ferreira, substituída em 2022 por Alfredo Maia[355], temporariamente substituído em parte de 2023 por Manuel Loff.[356]

Círculo de Setúbal
- Bruno Dias
- Paula Santos (líder do Grupo Parlamentar)

XIV Legislatura (2019–2022)
O Grupo Parlamentar do PCP na XIV Legislatura foi composto por 10 deputados:
Círculo de Beja
- João Dias

Círculo de Évora
- João Oliveira (líder do Grupo Parlamentar)

Círculo de Lisboa
- Jerónimo de Sousa
- Alma Rivera
- Duarte Alves

Círculo de Porto
- Diana Ferreira
- Ana Mesquita

Círculo de Santarém
- António Filipe

Círculo de Setúbal
- Bruno Dias
- Paula Santos

XIII Legislatura (2015–2019)
O Grupo Parlamentar do PCP na XIII Legislatura foi composto por 15 deputados:
Círculo de Beja
- João Ramos, substituído em 2018 por João Dias

Círculo de Braga
- Carla Cruz

Círculo de Évora
- João Oliveira (líder do Grupo Parlamentar), temporariamente substituído por Valter Loios

Círculo de Faro
- Paulo Sá

Círculo de Lisboa
- Jerónimo de Sousa
- Rita Rato
- Miguel Tiago, substituído em 2018 por Duarte Alves
- Ana Mesquita

Círculo de Porto
- Jorge Machado
- Diana Ferreira
- Ana Virgínia Pereira, substituída em 2018 por Ângela Moreira
- Lurdes Ribeiro

Círculo de Santarém
- António Filipe

Círculo de Setúbal
- Francisco Lopes
- Bruno Dias
- Paula Santos

XII Legislatura (2011–2015)
O Grupo Parlamentar do PCP na XII Legislatura foi composto por 14 deputados:
Círculo de Beja
- João Ramos

Círculo de Braga
- Agostinho Lopes, substituído por Carla Cruz em 2013[357]

Círculo de Évora
- João Oliveira (líder do Grupo Parlamentar a partir de 2013[358])

Círculo de Faro
- Paulo Sá

Círculo de Lisboa
- Jerónimo de Sousa
- Rita Rato
- Bernardino Soares (líder do Grupo Parlamentar até 2013[359])
- Miguel Tiago

Círculo de Porto
- Honório Novo
- Jorge Machado

Círculo de Santarém
- António Filipe

Círculo de Setúbal
- Francisco Lopes
- Bruno Dias
- Paula Santos

XI Legislatura (2009–2011)
O Grupo Parlamentar do PCP na XI Legislatura foi composto por 13 deputados:
Círculo de Beja
- José Mestre Soeiro, substituído em 2010 por João Ramos

Círculo de Braga
- Agostinho Lopes

Círculo de Évora
- João Oliveira

Círculo de Lisboa
- Jerónimo de Sousa
- Rita Rato
- Bernardino Soares (líder do Grupo Parlamentar)
- Miguel Tiago

Círculo de Porto
- Honório Novo
- Jorge Machado

Círculo de Santarém
- António Filipe

Círculo de Setúbal
- Francisco Lopes
- Bruno Dias
- Paula Santos

X Legislatura (2005–2009)
O Grupo Parlamentar do PCP na X Legislatura foi composto por 12 deputados:
Círculo de Beja
- José Mestre Soeiro

Círculo de Braga
- Agostinho Lopes

Círculo de Évora
- Abílio Dias Fernandes, substituído em 2007 por João Oliveira

Círculo de Lisboa
- Jerónimo de Sousa
- António Filipe
- Miguel Tiago
- Bernardino Soares

Círculo do Porto
- Jorge Machado
- Honório Novo

Círculo de Santarém
- Luísa Mesquita

Círculo de Setúbal
- Eugénio Rosa, substituído por José Alberto Lourenço em 2009
- Francisco Lopes
- Odete Santos, substituída por Bruno Dias em 2007

### Parlamento Europeu
X Legislatura (2024 – Presente)
- João Oliveira

IX Legislatura (2019 – 2024)
- João Ferreira, substituído por João Pimenta Lopes em Março de 2021[362]
- Sandra Pereira

VIII Legislatura (2014 – 2019)
- João Ferreira
- Inês Zuber, substituída por João Pimenta Lopes em Janeiro de 2016
- Miguel Viegas

VII Legislatura (2009 – 2014)
- Ilda Figueiredo, substituída por Inês Zuber em 2012
- João Ferreira

VI Legislatura (2004-2009)
- Sérgio Ribeiro, substituído por Pedro Guerreiro a 12 de Janeiro de 2005
- Ilda Figueiredo

V Legislatura (1999-2004)
- Ilda Figueiredo
- Joaquim Miranda, substituído por Sérgio Ribeiro em Fevereiro de 2004

IV Legislatura (1994 - 1999)
- Luís Sá, substituído por Honório Novo em Setembro de 1994
- Joaquim Miranda da Silva
- Sérgio Ribeiro

III Legislatura (1989 - 1994)
- Carlos Carvalhas, substituído por Sérgio Ribeiro em Outubro de 1990
- Joaquim Miranda da Silva
- José Barros Moura, substituído por Manuel Rogério de Sousa Brito em Janeiro de 1992, por sua vez substituído por José Barata Moura em Outubro de 1993

II Legislatura (1987 - 1989)
- Carlos Aboim Inglez
- Joaquim Miranda da Silva
- José Barros Moura

Nomeados em 1986
- José Brito Apolónia
- José Barros Moura
- Joaquim Miranda da Silva

## História eleitoral

### Eleições legislativas
| Eleições | Líder             | CI. | Votos     | %              | +/-  | Deputados | +/- | Status                  | Coligação               |
| -------- | ----------------- | --- | --------- | -------------- | ---- | --------- | --- | ----------------------- | ----------------------- |
| 1975     | Álvaro Cunhal     | 3.º | 711 935   | 12,46 / 100,00 |      | 30 / 250  |     | Assembleia Constituinte | Assembleia Constituinte |
| 1976     | Álvaro Cunhal     | 4.º | 788 830   | 14,39 / 100,00 | 1,93 | 40 / 263  | 10  | Oposição                |                         |
| 1979     | Álvaro Cunhal     | 3.º | 1 129 322 | 18,80 / 100,00 | 4,41 | 44 / 250  | 4   | Oposição                | APU                     |
| 1980     | Álvaro Cunhal     | 3.º | 1 009 505 | 16,75 / 100,00 | 2,05 | 39 / 250  | 5   | Oposição                | APU                     |
| 1983     | Álvaro Cunhal     | 3.º | 1 031 609 | 18,07 / 100,00 | 1,32 | 41 / 250  | 2   | Oposição                | APU                     |
| 1985     | Álvaro Cunhal     | 3.º | 898 281   | 15,49 / 100,00 | 2,58 | 35 / 250  | 6   | Oposição                | APU                     |
| 1987     | Álvaro Cunhal     | 3.º | 689 137   | 12,14 / 100,00 | 3,35 | 29 / 250  | 6   | Oposição                | CDU                     |
| 1991     | Álvaro Cunhal     | 3.º | 504 583   | 8,80 / 100,00  | 3,34 | 15 / 230  | 14  | Oposição                | CDU                     |
| 1995     | Carlos Carvalhas  | 4.º | 506 157   | 8,57 / 100,00  | 0,23 | 13 / 230  | 2   | Oposição                | CDU                     |
| 1999     | Carlos Carvalhas  | 3.º | 487 058   | 8,99 / 100,00  | 0,42 | 15 / 230  | 2   | Oposição                | CDU                     |
| 2002     | Carlos Carvalhas  | 4.º | 379 870   | 6,94 / 100,00  | 2,05 | 10 / 230  | 5   | Oposição                | CDU                     |
| 2005     | Jerónimo de Sousa | 3.º | 433 369   | 7,54 / 100,00  | 0,60 | 12 / 230  | 2   | Oposição                | CDU                     |
| 2009     | Jerónimo de Sousa | 5.º | 446 994   | 7,86 / 100,00  | 0,32 | 13 / 230  | 1   | Oposição                | CDU                     |
| 2011     | Jerónimo de Sousa | 4.º | 441 852   | 7,91 / 100,00  | 0,05 | 14 / 230  | 1   | Oposição                | CDU                     |
| 2015     | Jerónimo de Sousa | 4.º | 445 980   | 8,25 / 100,00  | 0,34 | 15 / 230  | 1   | Apoio parlamentar       | CDU                     |
| 2019     | Jerónimo de Sousa | 4.º | 332 473   | 6,33 / 100,00  | 1,92 | 10 / 230  | 5   | Oposição                | CDU                     |
| 2022     | Jerónimo de Sousa | 6.º | 242 478   | 4,29 / 100,00  | 2,04 | 6 / 230   | 4   | Oposição                | CDU                     |
| 2024     | Paulo Raimundo    | 6º  | 202 565   | 3,30 / 100,00  | 1,01 | 4 / 230   | 2   | Oposição                | CDU                     |
| 2025     | Paulo Raimundo    | 6º  | 183 741   | 2,91 / 100,00  | 0,39 | 3 / 230   | 1   | Oposição                | CDU                     |

Veja também: Resultados por círculo eleitoral

### Eleições europeias
| Eleições | Cabeça de Lista  | CI. | Votos   | %              | +/-  | Deputados | +/-     | Coligação |
| -------- | ---------------- | --- | ------- | -------------- | ---- | --------- | ------- | --------- |
| 1987     | Ângelo Veloso    | 4.º | 646 640 | 11,50 / 100,00 |      | 3 / 24    |         | CDU       |
| 1989     | Carlos Carvalhas | 3.º | 594 961 | 14,40 / 100,00 | 2,90 | 3 / 24    | Estável | CDU       |
| 1994     | Luís de Sá       | 4.º | 339 283 | 11,19 / 100,00 | 3,21 | 3 / 25    | Estável | CDU       |
| 1999     | Ilda Figueiredo  | 3.º | 357 575 | 10,32 / 100,00 | 0,87 | 2 / 25    | 1       | CDU       |
| 2004     | Ilda Figueiredo  | 3.º | 309 406 | 9,09 / 100,00  | 1,23 | 2 / 24    | Estável | CDU       |
| 2009     | Ilda Figueiredo  | 4.º | 379 787 | 10,64 / 100,00 | 1,55 | 2 / 22    | Estável | CDU       |
| 2014     | João Ferreira    | 3.º | 416 925 | 12,68 / 100,00 | 2,04 | 3 / 21    | 1       | CDU       |
| 2019     | João Ferreira    | 4.º | 228 156 | 6,88 / 100,00  | 2,04 | 2 / 21    | 1       | CDU       |
| 2024     | João Oliveira    | 6.º | 162 734 | 4,12 / 100,00  | 2,76 | 1 / 21    | 1       | CDU       |

### Eleições presidenciais
| Eleições | Candidato apoiado | 1.ª Volta | 1.ª Volta | 1.ª Volta      | 2.ª Volta | 2.ª Volta | 2.ª Volta | Notas                                               |
| Eleições | Candidato apoiado | CI.       | Votos     | %              | CI.       | Votos     | %         | Notas                                               |
| -------- | ----------------- | --------- | --------- | -------------- | --------- | --------- | --------- | --------------------------------------------------- |
| 1976     | Octávio Pato      | 4.º       | 365 586   | 7,59 / 100,00  |           |           |           |                                                     |
| 1980     | Ramalho Eanes     | 1.º       | 3 262 520 | 56,44 / 100,00 |           |           |           | Carlos Brito desistiu a favor de Ramalho Eanes      |
| 1986     | Salgado Zenha     | 3.º       | 1 185 867 | 20,88 / 100,00 |           |           |           | Ângelo Veloso desistiu a favor de Salgado Zenha     |
| 1991     | Carlos Carvalhas  | 3.º       | 635 373   | 12,92 / 100,00 |           |           |           |                                                     |
| 1996     | Jorge Sampaio     | 1.º       | 3 035 056 | 53,91 / 100,00 |           |           |           | Jerónimo de Sousa desistiu a favor de Jorge Sampaio |
| 2001     | António Abreu     | 3.º       | 223 196   | 5,16 / 100,00  |           |           |           |                                                     |
| 2006     | Jerónimo de Sousa | 4.º       | 474 083   | 8,64 / 100,00  |           |           |           |                                                     |
| 2011     | Francisco Lopes   | 4.º       | 301 017   | 7,14 / 100,00  |           |           |           |                                                     |
| 2016     | Edgar Silva       | 5.º       | 182 906   | 3,94 / 100,00  |           |           |           |                                                     |
| 2021     | João Ferreira     | 4.º       | 180 473   | 4,32 / 100,00  |           |           |           |                                                     |

### Eleições autárquicas
| Eleições | CI. | Votos     | %              | +/-  | Presidentes CM | +/- | Vereadores  | +/-     | Coligação |
| -------- | --- | --------- | -------------- | ---- | -------------- | --- | ----------- | ------- | --------- |
| 1976     | 3.º | 737 586   | 17,69 / 100,00 |      | 37 / 304       |     | 268 / 1 908 |         | FEPU      |
| 1979     | 3.º | 1 021 486 | 20,48 / 100,00 | 2,79 | 50 / 305       | 13  | 316 / 1 900 | 48      | APU       |
| 1982     | 2.º | 1 061 492 | 20,69 / 100,00 | 0,21 | 55 / 305       | 5   | 316 / 1 913 | Estável | APU       |
| 1985     | 3.º | 942 147   | 19,42 / 100,00 | 1,27 | 47 / 305       | 8   | 303 / 1 975 | 13      | APU       |
| 1989     | 3.º | 633 682   | 12,81 / 100,00 | 6,61 | 50 / 305       | 3   | 253 / 1 997 | 50      | CDU       |
| 1993     | 3.º | 689 928   | 12,76 / 100,00 | 0,05 | 49 / 305       | 1   | 246 / 2 006 | 7       | CDU       |
| 1997     | 3.º | 643 956   | 12,01 / 100,00 | 0,75 | 41 / 305       | 8   | 236 / 2 021 | 10      | CDU       |
| 2001     | 3.º | 557 481   | 10,61 / 100,00 | 1,40 | 28 / 308       | 13  | 199 / 2 044 | 37      | CDU       |
| 2005     | 4.º | 590 496   | 10,96 / 100,00 | 0,35 | 32 / 308       | 4   | 203 / 2 046 | 4       | CDU       |
| 2009     | 4.º | 539 694   | 9,75 / 100,00  | 1,21 | 28 / 308       | 4   | 174 / 2 078 | 29      | CDU       |
| 2013     | 4.º | 552 690   | 11,06 / 100,00 | 1,31 | 34 / 308       | 6   | 213 / 2 086 | 39      | CDU       |
| 2017     | 4.º | 489 189   | 9,46 / 100,00  | 1,60 | 24 / 308       | 10  | 171 / 2 074 | 42      | CDU       |
| 2021     | 4.º | 410 584   | 8,21 / 100,00  | 1,25 | 19 / 308       | 5   | 148 / 2 074 | 23      | CDU       |

Veja também: Eleições regionais

## Símbolos do partido
Evolução do símbolo e logotipos do Partido Comunista Português

Dos anos de 1920 até aos anos de 1940
Dos anos de 1940 até aos anos de 1950
Dos anos de 1950 até aos anos de 1970
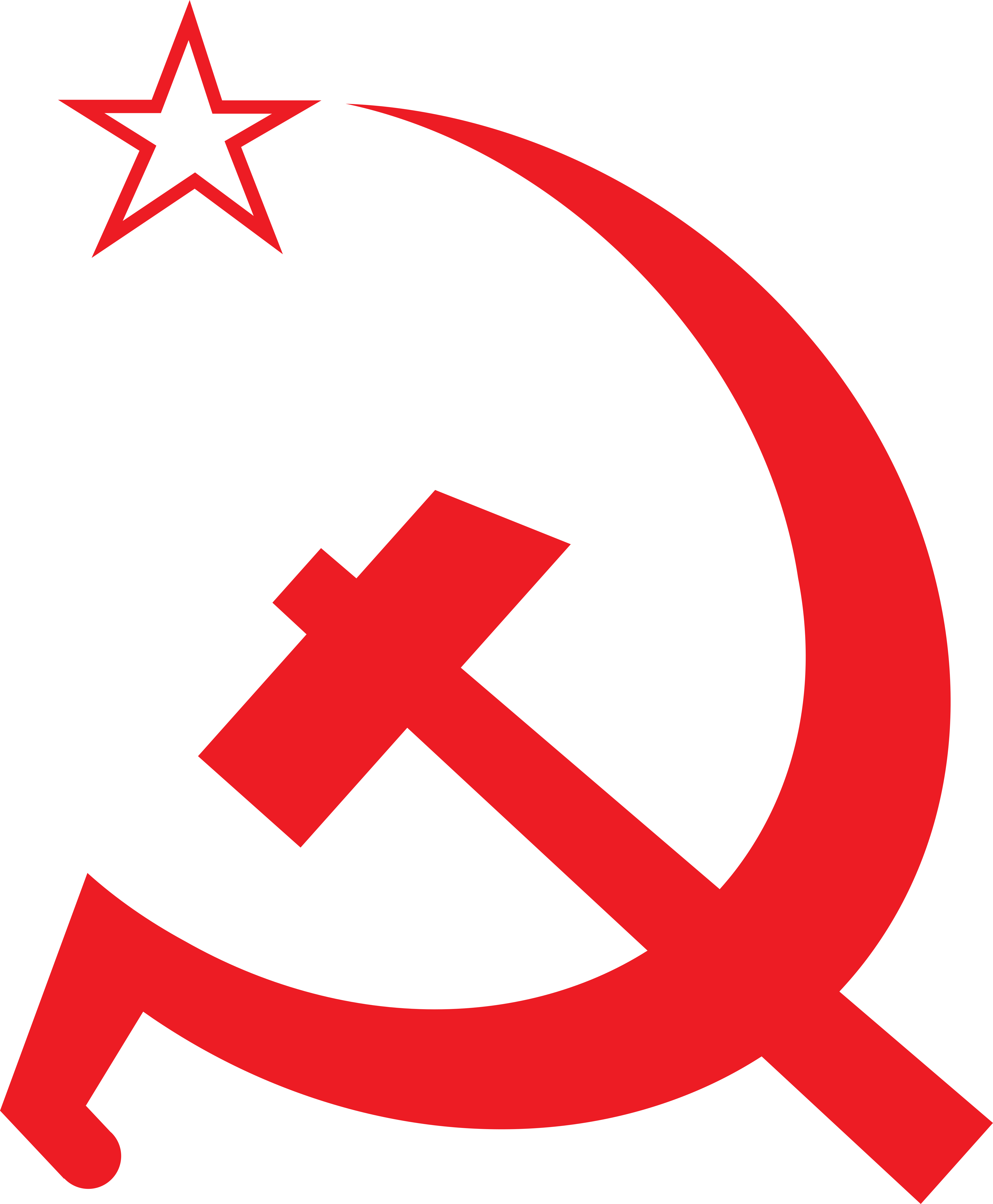
Desde 1971

Usado em PINs nos anos de 1970
Usado em livros programáticos do partido a partir de 1974
Dos anos de 1990 até 2006
Desde 2006